# Henri Matisse
« Matisse » redirige ici. Pour les autres significations, voir Matisse (homonymie).
Pour les articles homonymes, voir Henri Matisse, roman, Henri Matisse (rose) et Henri Matisse (Derain).

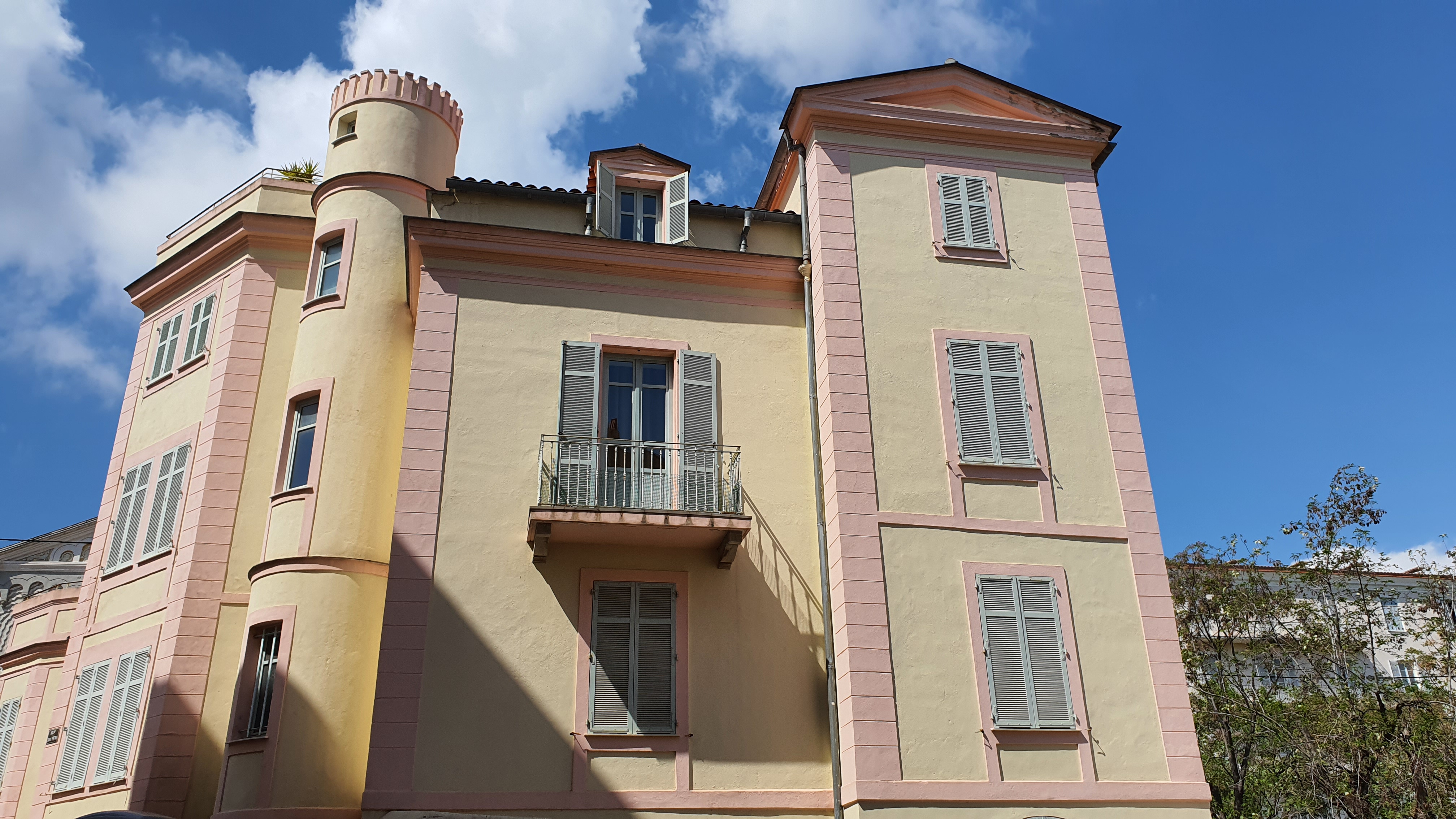
Demeure d'Henri Matisse à Ajaccio.

Henri Matisse, né le 31 décembre 1869 au Cateau-Cambrésis et mort le 3 novembre 1954 à Nice, est un peintre, dessinateur, graveur et sculpteur français.
Figure majeure du XXe siècle, son influence sur l'art de la seconde partie de ce siècle est considérable par l'utilisation de la simplification, de la stylisation, de la synthèse et de la couleur comme seul sujet de la peinture, aussi bien pour les nombreux peintres figuratifs qu'abstraits qui se réclameront de lui et de ses découvertes. Il fut le chef de file du fauvisme.

## Biographie

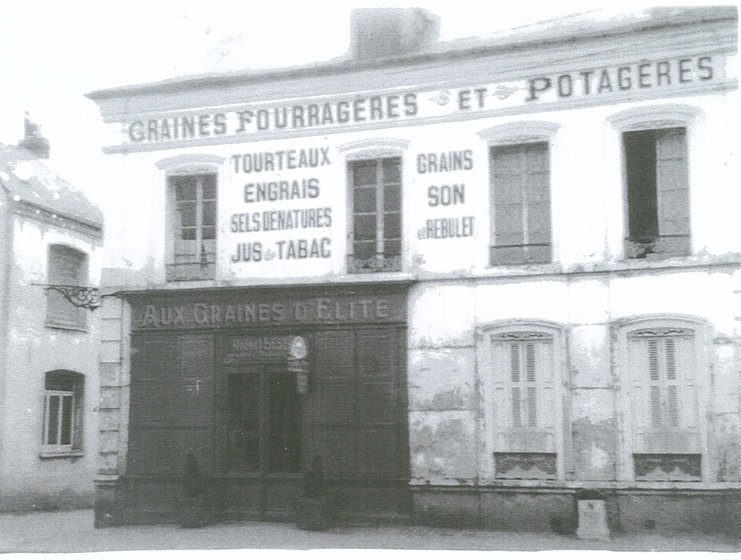
La façade de la maison familiale du temps des parents d'Henri Matisse.

### Jeunesse et études
Henri Matisse naît le 31 décembre 1869 au Cateau-Cambrésis en France, fils d’un marchand de graines. Sa mère est peintre amatrice. Il est issu d'une lignée de tisserands, ce qui lui a probablement donné sa première révélation de la couleur. Après la guerre franco-allemande, en 1871, la famille déménage à Bohain-en-Vermandois où Matisse passe sa jeunesse.
Il commence sa vie professionnelle comme clerc de notaire chez maître Derieux à Saint-Quentin. À 20 ans, à la suite d'une crise d'appendicite, il est contraint de rester alité pendant de longues semaines. Grâce à son voisin et ami peintre amateur, Léon Bouvier, Matisse découvre le plaisir de peindre. Sa mère lui offre une boîte de peinture. Il réalise ses premières œuvres, plus particulièrement un Chalet suisse, chromo reproduit dans les boîtes de peinture en vente à l'époque, dont Henri Matisse peindra une copie, qu'il signera « Essitam ».
Dès son rétablissement, tout en réintégrant l'étude, il s'inscrit au cours de dessin de l'école Quentin-de-La Tour destinée aux dessinateurs en textile de l'industrie locale.
Il peint son premier tableau, Nature morte avec des livres, en juin 1890.
Peu après, il se rend à Paris. En 1892, Matisse rencontre Albert Marquet à l'École des Arts déco. C'est le début d'une amitié indéfectible entre les deux hommes qui échangeront par la suite une abondante correspondance. En 1895, Matisse s'inscrit à l'École des beaux-arts, dans l'atelier de Gustave Moreau. L'enseignement du maître encourage ses élèves à penser leur peinture, à la rêver, au-delà de la virtuosité technique. Matisse, comme ses condisciples, Georges Rouault, Léon Lehmann, Simon Bussy, Eugène Martel, Albert Huyot ou Henri Evenepoel, est stimulé par cette conception de la peinture et entend développer la sienne selon son individualité. Gustave Moreau, lors d'une correction, lui dit : « Vous allez simplifier la peinture ».
Cette prophétie peut être considérée comme le programme esthétique de l'œuvre d'Henri Matisse.

### Début de carrière

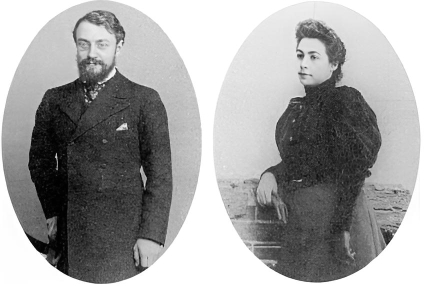
Portraits d'Henri et d'Amélie Matisse en 1898 au moment de leur mariage.

En 1896, Matisse expose pour la première fois au Salon des Cent et au Salon de la Société nationale des beaux-arts, dont il devient membre associé sur proposition de Pierre Puvis de Chavannes. Cette fonction lui permet notamment d'exposer sans passer par un jury. Il passe l'été à Belle-Île-en-Mer et rencontre l'Australien John Peter Russell, qui l'introduit auprès d'Auguste Rodin et Camille Pissarro. Il commence à s'intéresser à la peinture impressionniste qu'il découvre en 1897 au musée du Luxembourg. Il est alors un peintre classique de natures mortes réalistes aux textures amples. Pour gagner leur vie, Matisse et Marquet travaillent comme peintres décorateurs à la journée, pour les décorateurs de théâtre.

### La naissance de Marguerite, Jean et Pierre
Le 31 août 1894 naît sa fille Marguerite dont la mère, Caroline Joblaud, est un de ses modèles. Le 8 janvier 1898, Matisse épouse Amélie Parayre. Ils ont deux enfants, Jean en 1899 et Pierre en 1900 tous deux nés à Toulouse où les Matisse vivent près des parents d'Amélie. Le couple Matisse élève les trois enfants. Ils partent en voyage de noces à Londres où, sur les conseils de Pissarro, Matisse découvre la peinture de Joseph Mallord William Turner. Puis Matisse s'installe en Corse, il habite dans une villa dont il a loué le dernier étage meublé à un certain De la Rocca. Henri Matisse peint, à Ajaccio, une cinquantaine de toiles dont Le Mur rose qui représente l'arrière de l'hospice Eugénie vu depuis la Villa de la Rocca, ou encore Ma chambre à Ajaccio, ainsi que Petit paysage corse ou Corse, le vieux moulin. Matisse s'inspire alors de Turner.
En 1899, il découvre le traité de Paul Signac, D’Eugène Delacroix au néo-impressionnisme. À partir de 1900, Matisse travaille la sculpture et le modelage, à l'Académie de la Grande Chaumière, sous la direction d'Antoine Bourdelle et fréquente également l'atelier d'Eugène Carrière. Il y fait la connaissance d'André Derain et de Jean Puy. Derain lui présente Maurice de Vlaminck. Il expose au Salon des indépendants (1901) et participe à la première édition du Salon d'automne (1903). En 1902, Berthe Weill devient sa première marchande et, en 1904, Ambroise Vollard lui consacre sa première exposition personnelle ; cette année-là, il prend un atelier rue de Sèvres, dans l'ancien Couvent des Oiseaux.

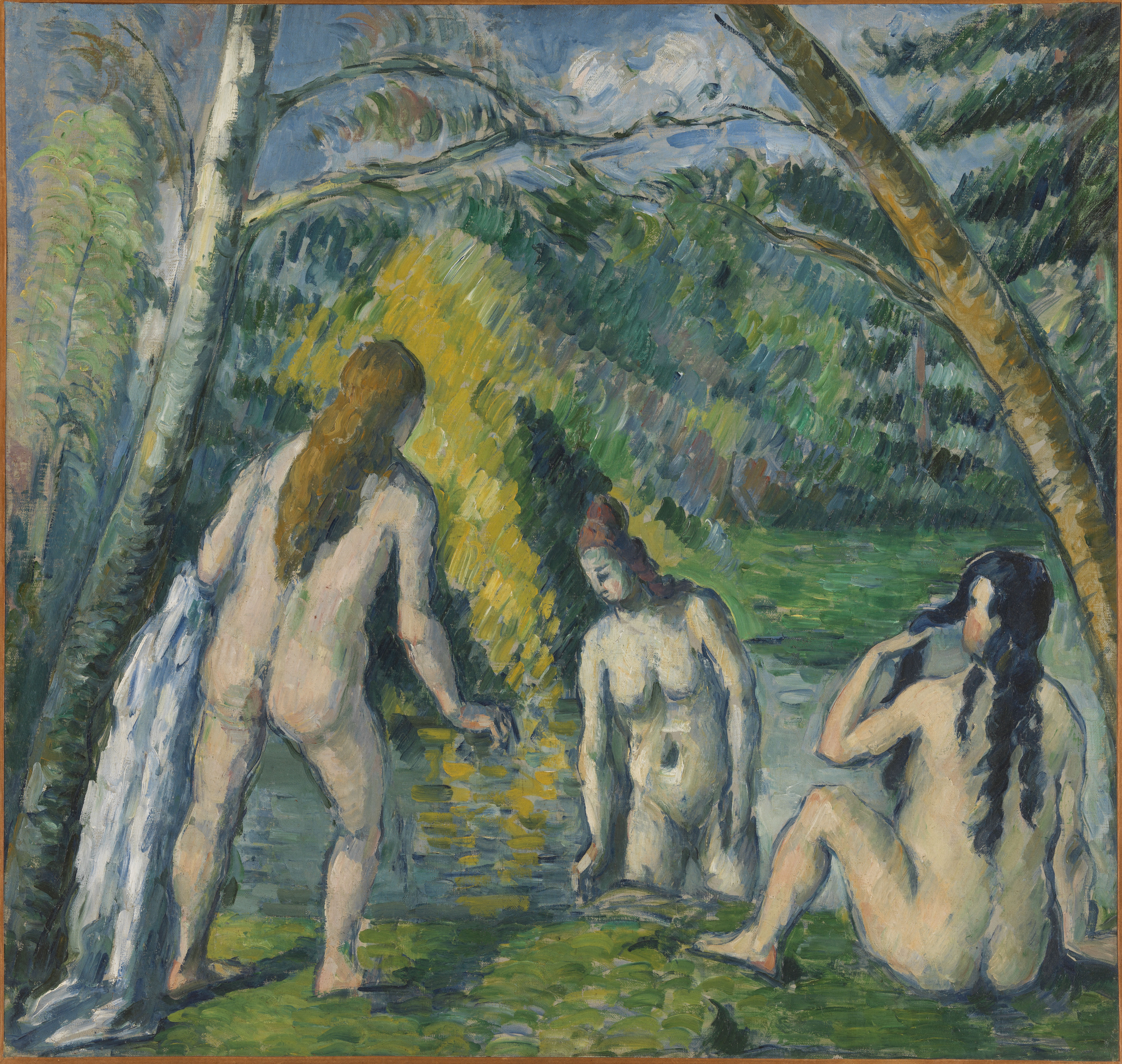
Les Trois Baigneuses de Paul Cézanne, tableau qui appartenait à Matisse et qu'il vénérait (Paris, Petit Palais).

En 1900, Matisse achète à Ambroise Vollard Les Trois Baigneuses de Paul Cézanne, toile aujourd'hui conservée à Paris au Petit Palais. Matisse gardera toujours cette toile avec lui, refusant même de la vendre dans les moments difficiles, avant de la donner, en 1936, au musée parisien. Car, pour Matisse : « Cézanne est notre maître à tous ».
En 1904, Matisse fait la connaissance de Georgette Agutte et de son mari Marcel Sembat, qui deviendront des acquéreurs de ses œuvres, des soutiens et des amis . Marcel Sembat publiera en 1920 la première monographie consacrée à Matisse

### Fauvisme
Au début des années 1905, Matisse participe au Salon des indépendants. En été 1905, il séjourne sur les bords de la Méditerranée, à Collioure, en compagnie de Derain. Il rencontre le sculpteur Maillol. Au Salon d'automne de 1905, l'accrochage des œuvres de Matisse, Albert Marquet, Vlaminck, Derain et Kees van Dongen provoque un scandale par les couleurs pures et violentes posées en aplat sur leurs toiles. À la vue de ces tableaux regroupés dans une même salle, le critique Louis Vauxcelles, dans un article intitulé « Le Salon d'automne », publié dans Gil Blas, le 17 octobre 1905, décrit le salon salle par salle. Il écrit notamment « Salle no VII. MM. Henri Matisse, Albert Marquet, Henri Manguin, Charles Camoin, Pierre Girieud, André Derain, Ramon Pichot. Salle archi-claire, des oseurs, des outranciers, de qui il faut déchiffrer les intentions, en laissant aux malins et aux sots le droit de rire, critique trop aisée. […] Au centre de la salle, un torse d'enfant et un petit buste en marbre, d'Albert Marque, qui modèle avec une science délicate. La candeur de ces bustes surprend au milieu de l'orgie des tons purs : Donatello chez les fauves… ».
L'appellation de « fauve » est aussitôt adoptée et revendiquée par les peintres eux-mêmes. Cette période marque également la reconnaissance du travail de Matisse, ce qui lui procure enfin une relative aisance matérielle ; il devient le chef de file du fauvisme.

Matisse s'en explique ainsi : 

« Le fauvisme secoue la tyrannie du divisionnisme. On ne peut pas vivre dans un ménage trop bien fait, un ménage de tantes de province. Ainsi on part dans la brousse pour se faire des moyens plus simples qui n'étouffent pas l'esprit. Il y a aussi à ce moment, l'influence de Gauguin et Van Gogh. Voici les idées d'alors : construction par surfaces colorées, recherche d'intensité dans la couleur. La lumière n'est pas supprimée, mais elle se trouve exprimée par un accord des surfaces colorées intensément. Mon tableau La Musique était fait avec un beau bleu pour le ciel, le plus bleu des bleus. La surface était colorée à saturation, c'est-à-dire jusqu'au point où le bleu, l'idée du bleu absolu, apparaissait entièrement, le vert des arbres et le vermillon vibrant des corps. J'avais avec ces trois couleurs mon accord lumineux, et aussi la pureté dans la teinte. Signe particulier, la couleur était proportionnée à la forme. La forme se modifiait, selon les réactions des voisinages colorés. Car l'expression vient de la surface colorée que le spectateur saisit dans son entier. »

André Gide écrit dans Promenade au salon d'Automne : 

« Je veux admettre que M. Henri Matisse ait les plus beaux dons naturels. […] Les toiles qu'il présente aujourd'hui ont l'aspect d'exposés de théorèmes. […] Tout peut s'y déduire, expliquer, l'intuition n'a que faire. »

… tandis que, sur les murs de Montparnasse, on pouvait lire : « Matisse rend fou, Matisse est plus dangereux que l'absinthe. » La même année, il rencontre Edmond-Marie Poullain et Signac lui achète Luxe, Calme et Volupté.

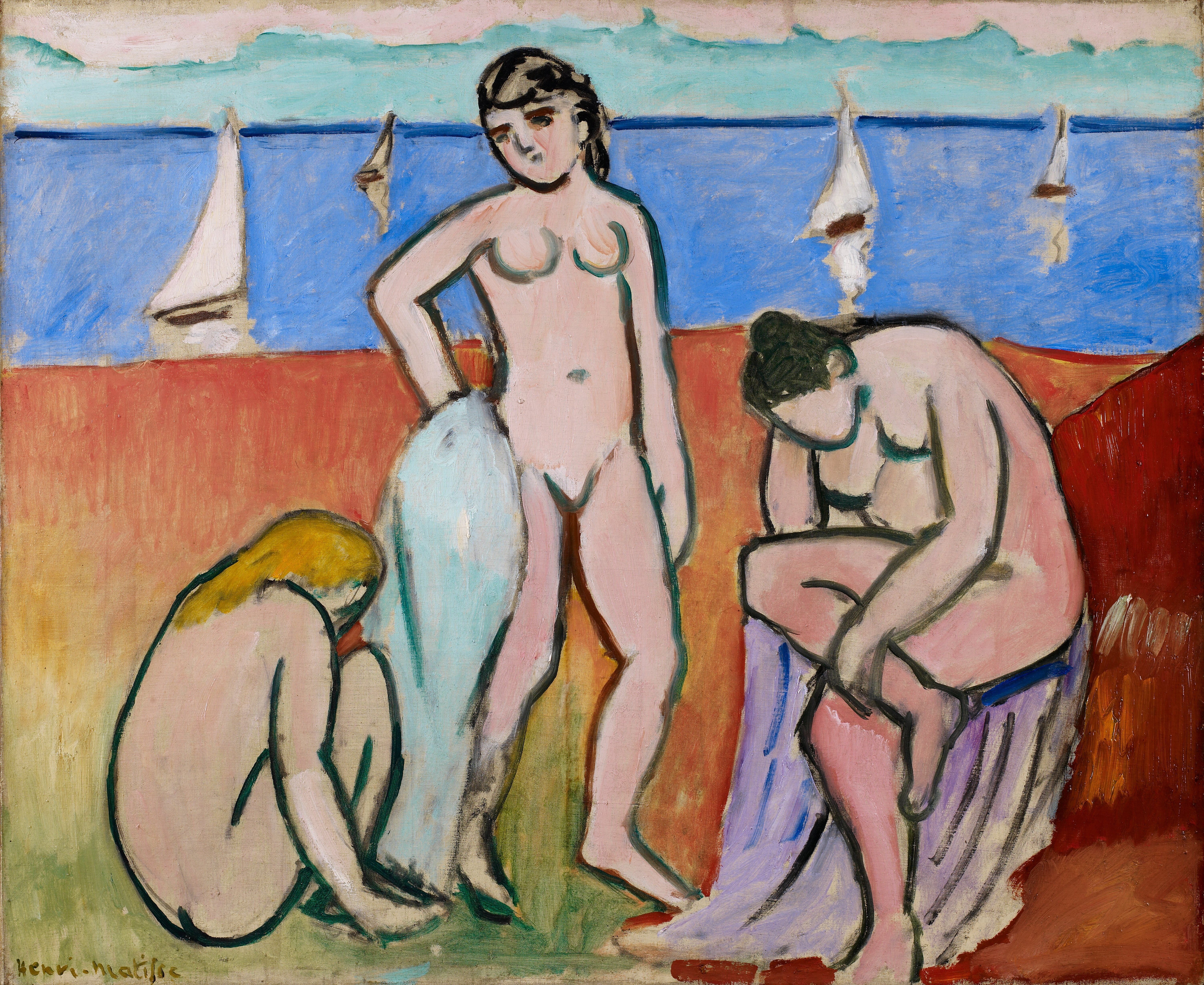
Trois baigneuses, 1904

En 1907, Guillaume Apollinaire écrit dans ses critiques : 

« Tout tableau, tout dessin d’Henri Matisse possède une vertu qu’on ne peut toujours identifier, mais qui est une force véritable. Et c’est la force de l’artiste de ne point la contrarier, de la laisser agir. Si l’on devait comparer l’œuvre d’Henri Matisse à quelque chose, il faudrait choisir l’orange. Comme elle, l’œuvre d’Henri Matisse est un fruit de lumière éclatante. Avec une entière bonne foi et un pur souci de se connaître et de se réaliser, ce peintre n’a cessé de suivre son instinct. Il lui laisse le soin de choisir entre les émotions, de juger et de limiter la fantaisie et celui de scruter profondément la lumière, rien que la lumière. À vue d’œil, son art s’est dépouillé et malgré sa simplicité toujours plus grande il n’a pas manqué de devenir plus somptueux. Ce n’est pas l’habileté qui rend ainsi cet art plus simple et l’œuvre plus lisible. Mais, la beauté de la lumière se confondant chaque jour davantage avec la vertu de l'instinct auquel l’artiste se fie entièrement, tout ce qui contrariait cette union disparaît comme il arrive aux souvenirs de se fondre dans les brouillards du passé. »

Le 18 septembre 1909, Matisse signe son contrat avec la galerie Josse et Gaston Bernheim qui l'expose. Ce contrat prévoit que Matisse touche 25 % du prix de vente des toiles. Le contrat de trois ans fut renouvelé pendant dix-sept ans. Matisse se trouvait selon, ses propres mots : « condamné à ne plus faire que des chefs-d'œuvre. »

### Gertrude Stein

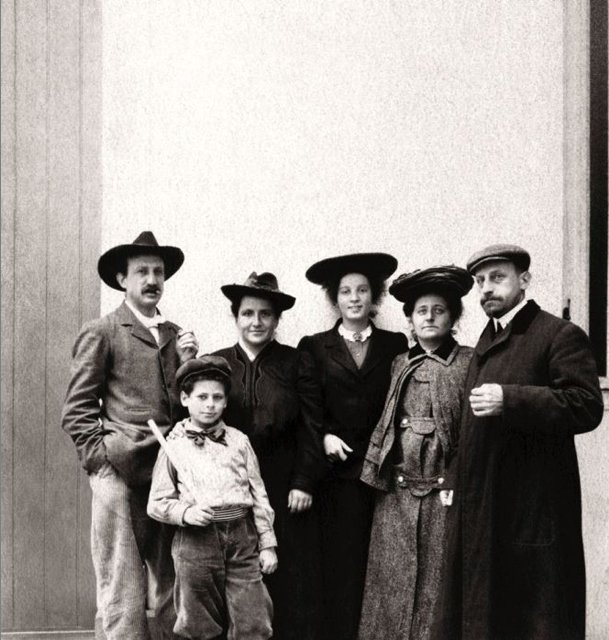
Les Stein à Paris, en 1905. À partir de la gauche, Leo, Allan, Gertrude, Theresa Ehrman, Sarah, Michael.

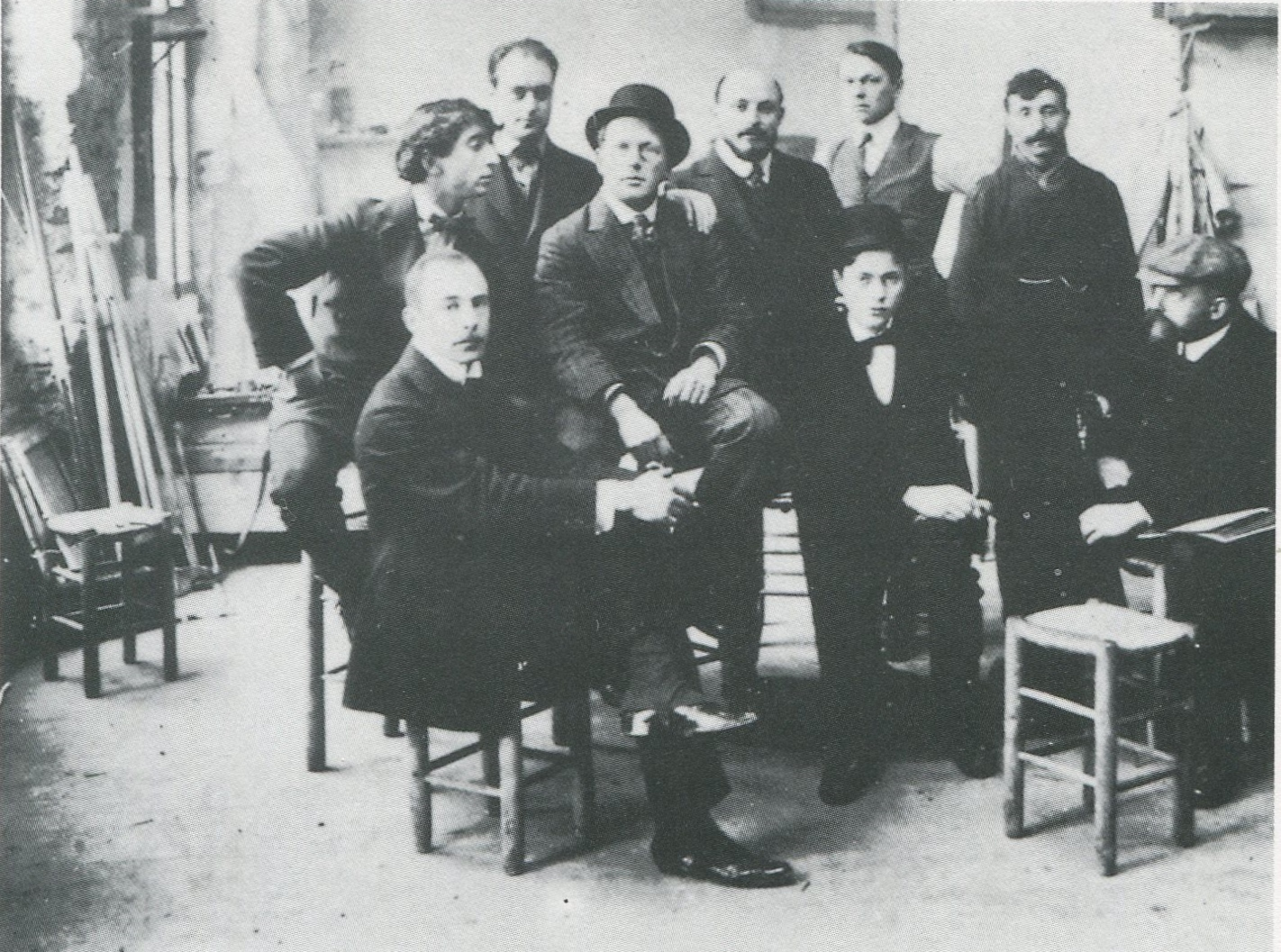
L'Académie Matisse en 1910.

Matisse rencontre Leo et Gertrude Stein, collectionneurs américains, vivant à Paris, qui lui achètent Femme au chapeau (San Francisco Museum of Modern Art), un portrait de madame Matisse qui était exposé dans la « cage aux fauves ». En 1907, chez eux, il rencontre Picasso. Gertrude Stein définissait les deux artistes comme le « Pôle Nord » (Matisse) et le « Pôle Sud » (Picasso) de l'Art moderne. Fernande Olivier se souvient que dans les dîners en ville, Matisse paraissait docte et professoral, ne répondant que par oui ou non, ou tout d'un coup s'enferrant dans des théories interminables. « Matisse, beaucoup plus âgé, sérieux, n'avait jamais les idées de Picasso ! » Puis Matisse retrouve le critique Louis Vauxcelles, à qui il dit avoir vu au jury du Salon un tableau de Georges Braque « fait en petits cubes », que Matisse baptise du nom de « cubisme ».
En 1908, Matisse publie Note d'un peintre. La même année, avec entre autres l'aide financière de Sarah et Michael Stein, Matisse ouvre une académie libre au Couvent des Oiseaux, puis à l'hôtel de Biron (où Rodin possède son atelier de présentation). Le succès est immédiat : sur 120 élèves inscrits au total s'y pressent des étudiants pour la plupart étrangers, puisqu'on n'y compte aucun Français et principalement de jeunes peintres scandinaves, ainsi que des Allemands, issus du cercle du café du Dôme. Le peintre Hans Purrmann est nommé « grand massier ». L'académie Matisse ferme en 1911.
Matisse se souvient, en 1951, de son activité d’enseignant : « J’avais l’habitude de passer de temps à autre, le soir venu, pour voir ce qu’ils faisaient. Je me suis très vite aperçu que je devais d'abord me consacrer à mon propre travail, que je risquais de dépenser trop d’énergie à cette activité. Après chaque critique, je me retrouvais en face d’agneaux, que je devais sans cesse remettre sur patte, semaine après semaine, afin de faire d’eux des lions. Je me suis alors demandé si de fait j’étais un peintre ou bien un enseignant ; j’en vins à la conclusion que j’étais un peintre et démissionnai rapidement de l’école. »
En 1909, le collectionneur russe Sergueï Chtchoukine lui commande deux toiles : La Danse et La Musique. Ces deux toiles, qui sont considérées comme deux chefs-d'œuvre du peintre, sont présentées au Salon d'automne en 1910, et sont installées à Moscou en 1911.

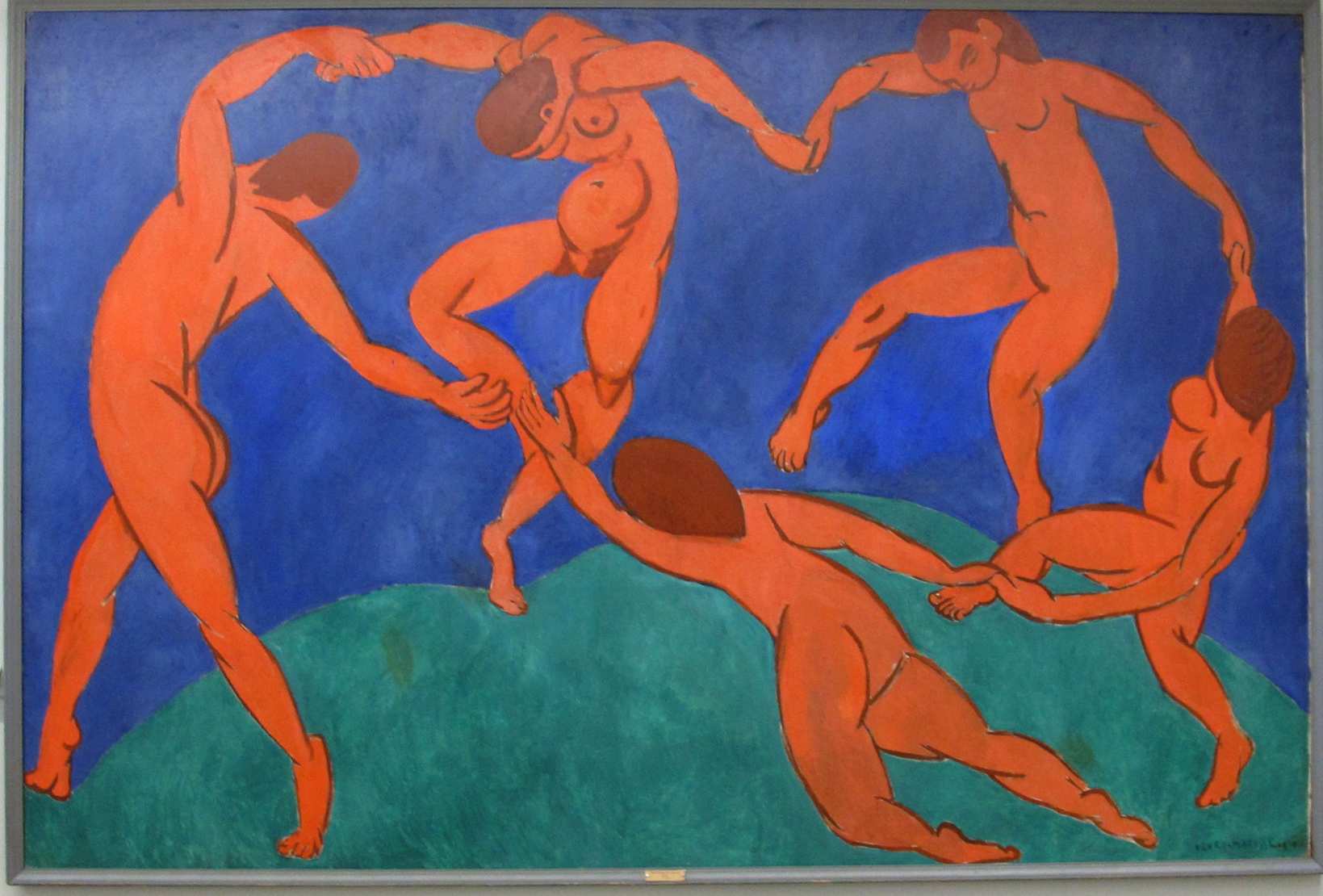
La Danse, tableau réalisé par Matisse en 1910.

La Danse est décrite par Marcel Sembat : « Une ronde endiablée fait tourner, sur un fond bleu des mouvements roses. À gauche une grande figure entraîne toute la chaîne ! Quelle ivresse ! Quelle bacchante ! Cette arabesque souveraine, cette courbe empoignante qui va de la tête tournée jusqu'à la hanche saillante descend le long de la jambe tendue. »
Entre 1908 et 1912, ses œuvres sont exposées à Moscou, Berlin, Munich et Londres. Matisse et Amélie reviennent à Ajaccio, en décembre 1912. En 1913, Matisse est exposé à l’Armory Show de New York, à côté d'œuvres de Marcel Duchamp et Francis Picabia, comme autant de représentants de l'art le plus moderne.

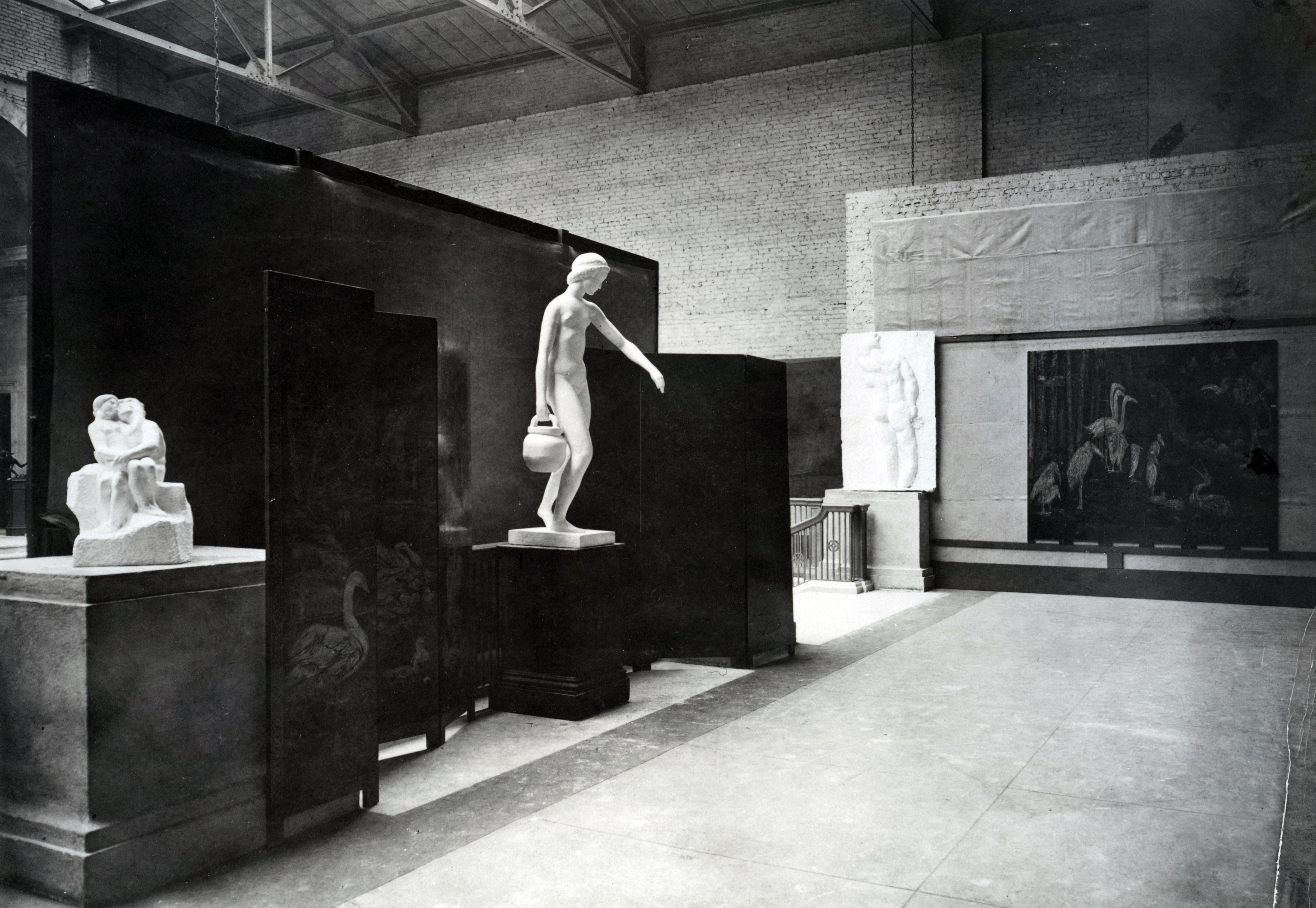
Une vue partielle de l’Armory Show à New York (février-mars 1913).

De 1906 et jusqu'en 1913, Matisse part en hiver en voyage en Andalousie, au Maroc, en Algérie, accompagné de ses amis peintres, Camoin et Marquet. Ces voyages influenceront profondément Matisse — couleurs, céramique, carreaux de faïence — dans son sentiment décoratif du monde extérieur. Si la recherche de l'arabesque est un des signes distinctifs de l'écriture de Matisse, sa peinture se caractérise par une simplification des formes et des couleurs souvent pures et plates, cernées d'un trait noir. Cependant, Matisse n'hésite pas à utiliser des dégradés de gris ou de roses dans ses portraits ou nus.
De 1909 à 1917, Matisse vit et travaille à Issy-les-Moulineaux, au 42, route de Clamart, dans une villa comportant un grand parc où il fait construire son atelier (aujourd'hui détruit), et qui héberge l'Académie Matisse jusqu'en 1911. La villa existe toujours et abrite désormais les archives du peintre, au 92, avenue du Général-de-Gaulle.

### La Première Guerre mondiale

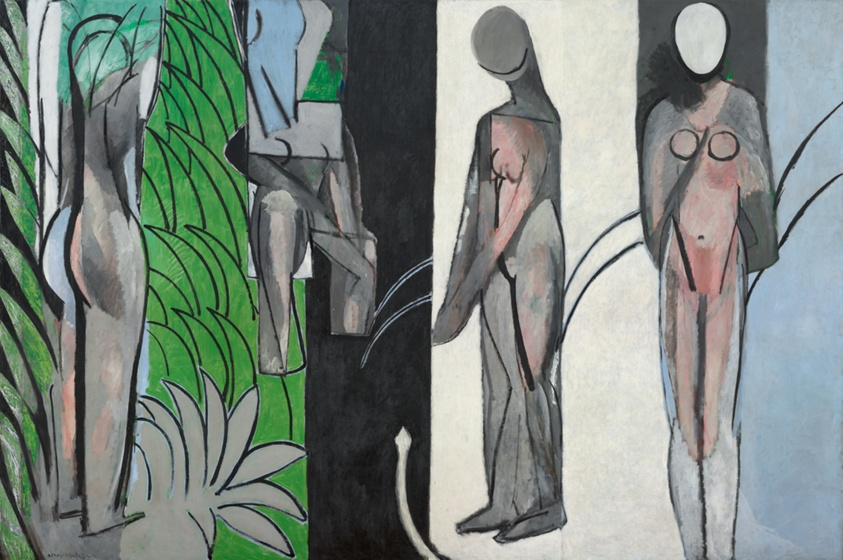
Les Demoiselles à la rivière, 1916-1917

Dès le déclenchement de la Première Guerre mondiale, il quitte Collioure qu'il fréquentait régulièrement depuis 1905. Marquet et Matisse, qui a 46 ans, demandent à intégrer l'armée et à rejoindre leurs collègues : « Derain, Braque, Camoin, Puy sont au front, risquent leurs peaux. Nous en avons assez de rester à l'arrière… Comment pouvons nous servir le pays ? » demandent-ils à Marcel Sembat, ministre des Travaux publics, qui leur répond : « En continuant, comme vous le faites, à bien peindre ! »
Après avoir passé une partie de l'hiver 1916-1917 à Nice, Matisse décide de rester plus longuement sur la Côte d'Azur, qu'il considère comme un paradis, et dont il recherche la transcription dans ses toiles. En 1918, Matisse rencontre Renoir à qui il présente ses toiles, à Cagnes. Renoir est très surpris de la qualité des toiles et du travail de Matisse : « Je croyais que ce bougre travaillait comme ça… ! C'est faux ! Il se donne beaucoup de mal ! […] Tout est très juste. C'était difficile ! », déclare Renoir après le départ de Matisse.

### La période niçoise

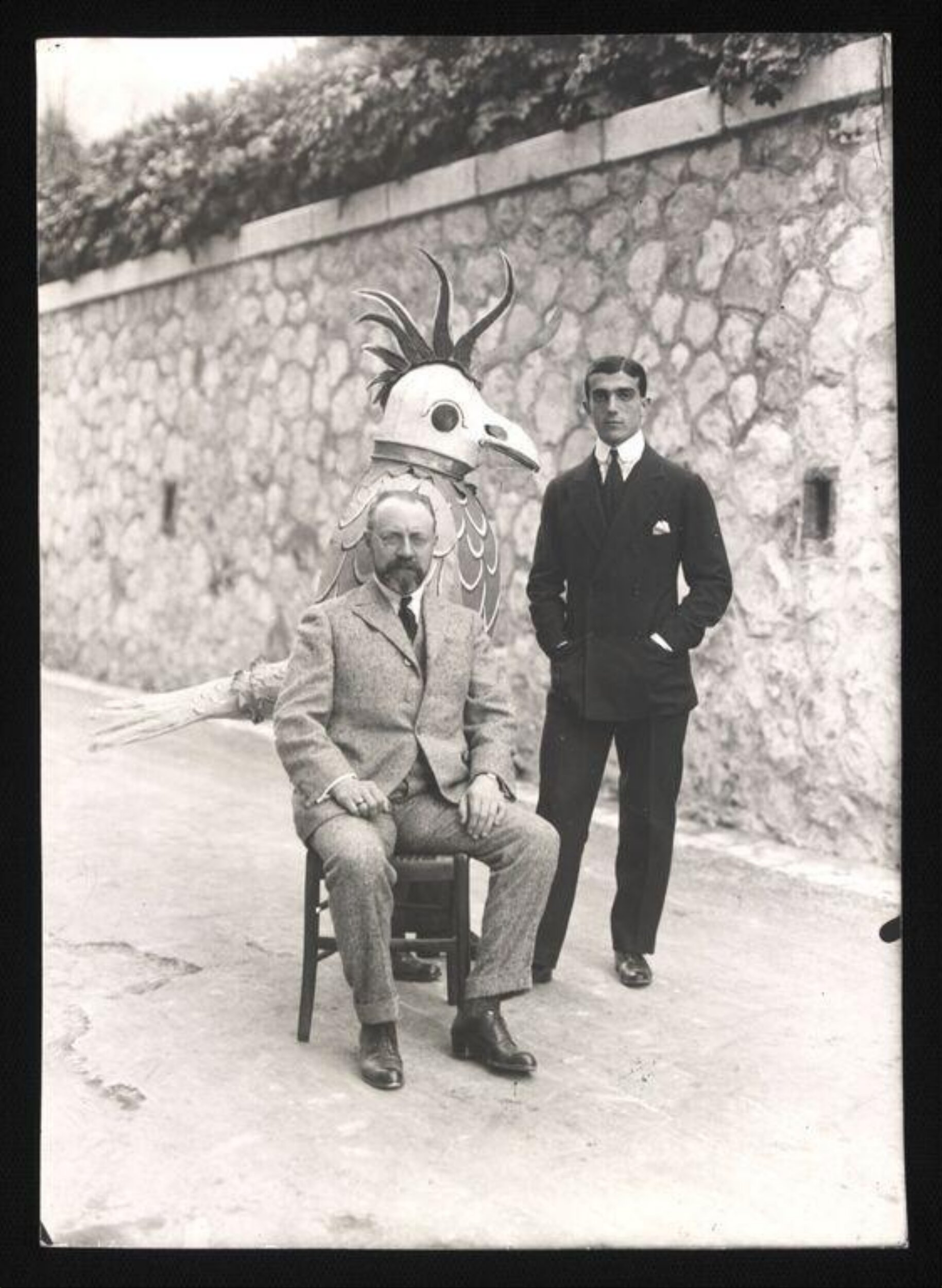
Matisse et Léonide Massine préparant Le Chant du rossignol.

Matisse expose avec Picasso à la galerie Paul Guillaume à Paris, le catalogue est préfacé par Apollinaire. Durant cette période, Matisse rencontre le peintre japonais Yoshio Aoyama, qui vivait aussi à Nice, dans le quartier de Cimiez, et qui devient son disciple.
En 1920, Igor Stravinsky et Serge Diaghilev lui font commande de dessiner les costumes et les décors du ballet Le Chant du rossignol, présenté à Londres. En 1924, Matisse expose à New York, et une première rétrospective lui est consacrée au Ny Carlsberg Glyptotek de Copenhague.
En 1925, Matisse est nommé chevalier de la Légion d'honneur et son fils Pierre Matisse ouvre une galerie à New York sur la recommandation de son père, dont les collectionneurs sont essentiellement américains. Matisse voyage régulièrement aux États-Unis. Il reçoit le prix Carnegie 1927 à Pittsburgh, et fait partie du jury qui attribue le même prix à Picasso en 1930.

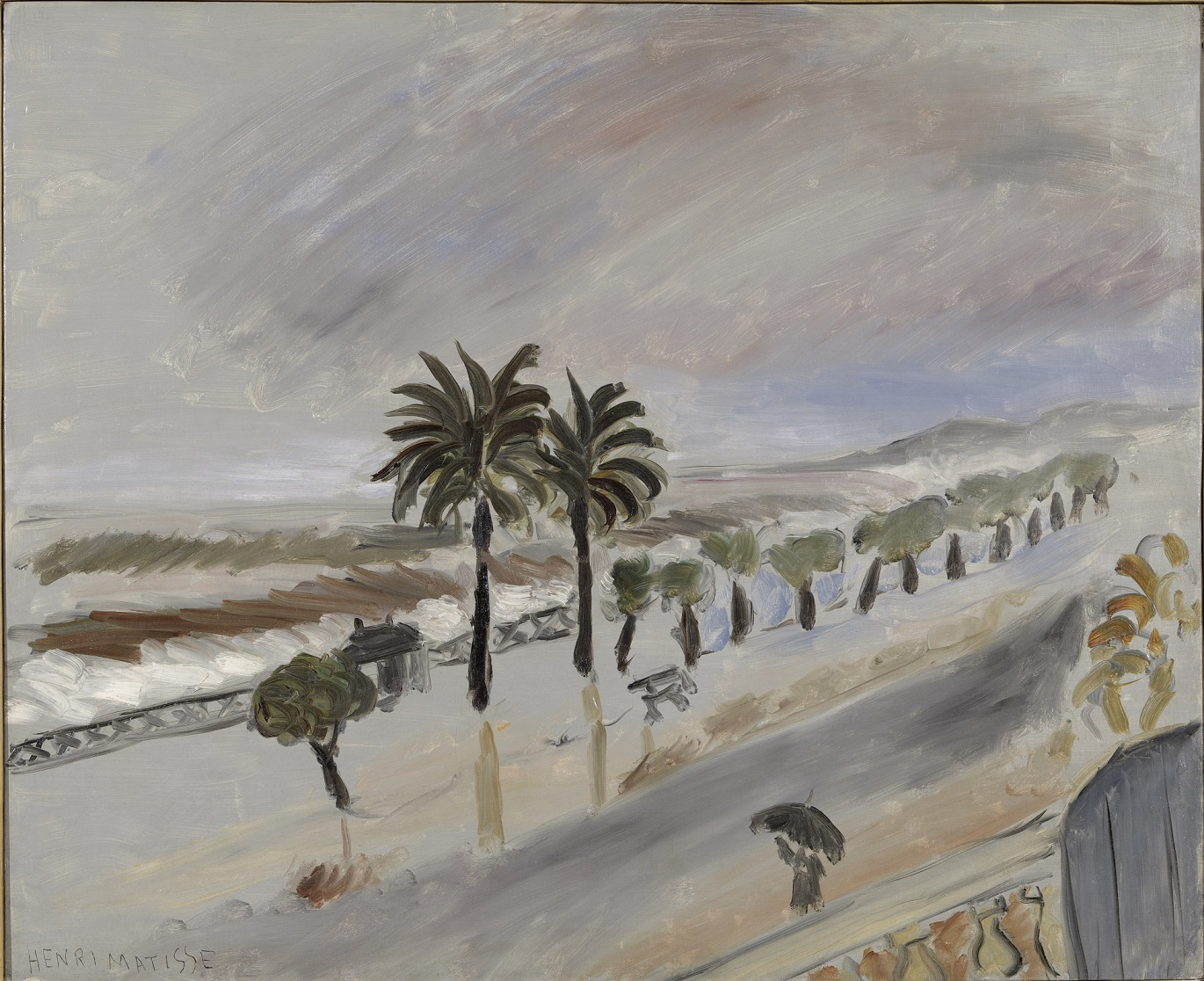
Tempête à Nice, 1919-1920

Son travail se concentre sur la réalisation de natures mortes, de nus et d'odalisques qui évoquent les nus orientalistes aux couleurs chatoyantes et au dessin épuré, une forme de classicisme renouvelé, tant les citations de Delacroix ou d'Ingres semblent prégnantes. Le critique Claude Roger-Marx écrit dans le Dessin d'Henri Matisse : 

« L'imagination plastique du peintre aime à s'éveiller au son de cette musique de chambre que composent une ou plusieurs figures (figurantes serait plus juste) dans un intérieur. Si leur nudité l'exalte, il aime aigrement à les orner d'accessoires — écharpes, mantilles, coiffures étranges, culottes assorties à leur épiderme — à les parer d'un certain luxe oriental. Il y a de l'Oriental, en effet, chez cet homme du Nord. C'est en véritable égoïste qui s'empare de ces êtres vivants conçus presque comme des objets et qu'il observe, moins pour eux-mêmes que pour les démonstrations et pour le plaisir visuel qu'il en veut tirer […] un prétexte pour s'affirmer lui. »

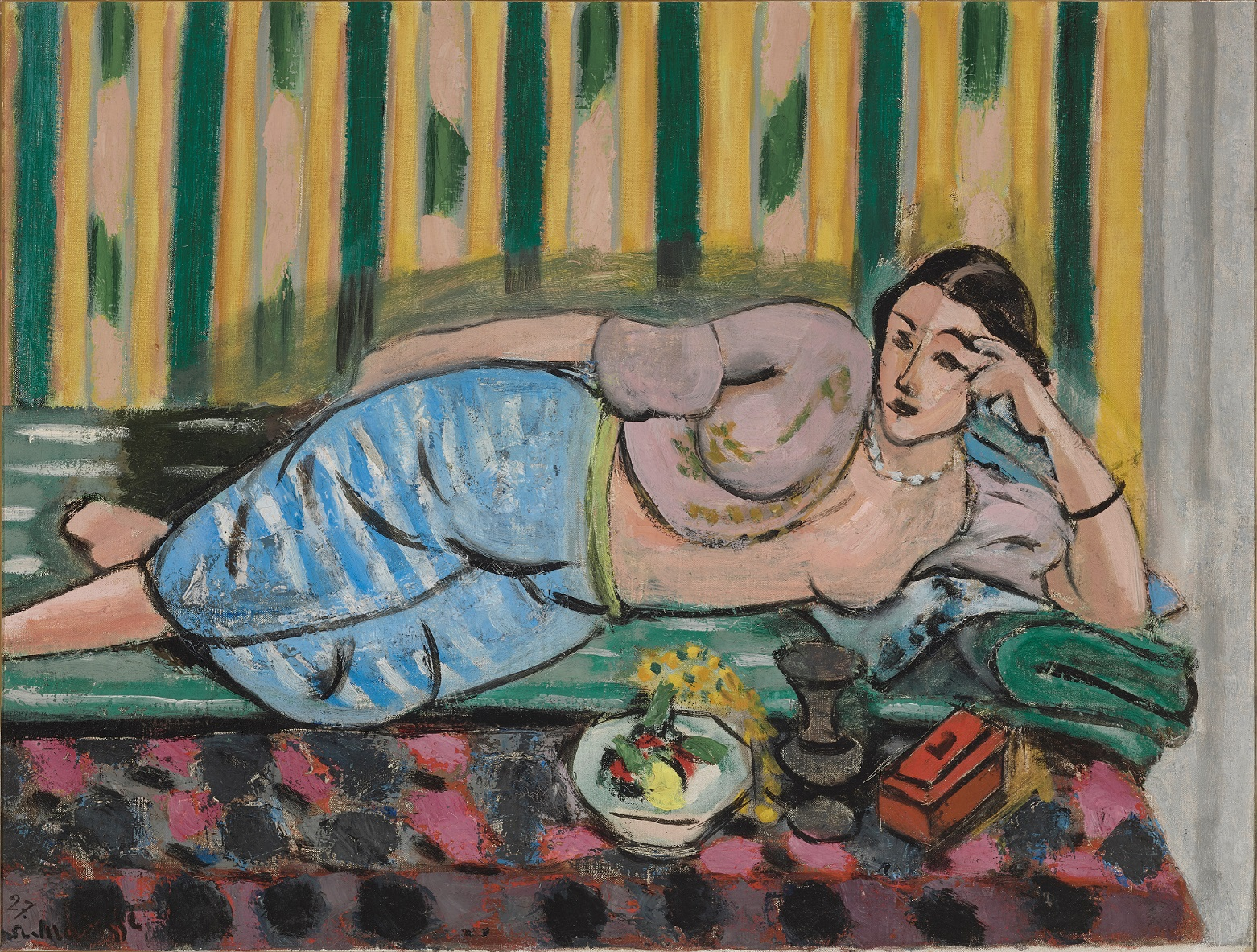
Odalisque au coffret rouge, 1927.

Henri Matisse travaille par variations et répétitions d'un même thème ou motif. Les premières études peuvent être très poussées, figuratives puis, de proche en proche, les formes se font plus stylisées, abstraites. Matisse photographie les différentes étapes de son travail.

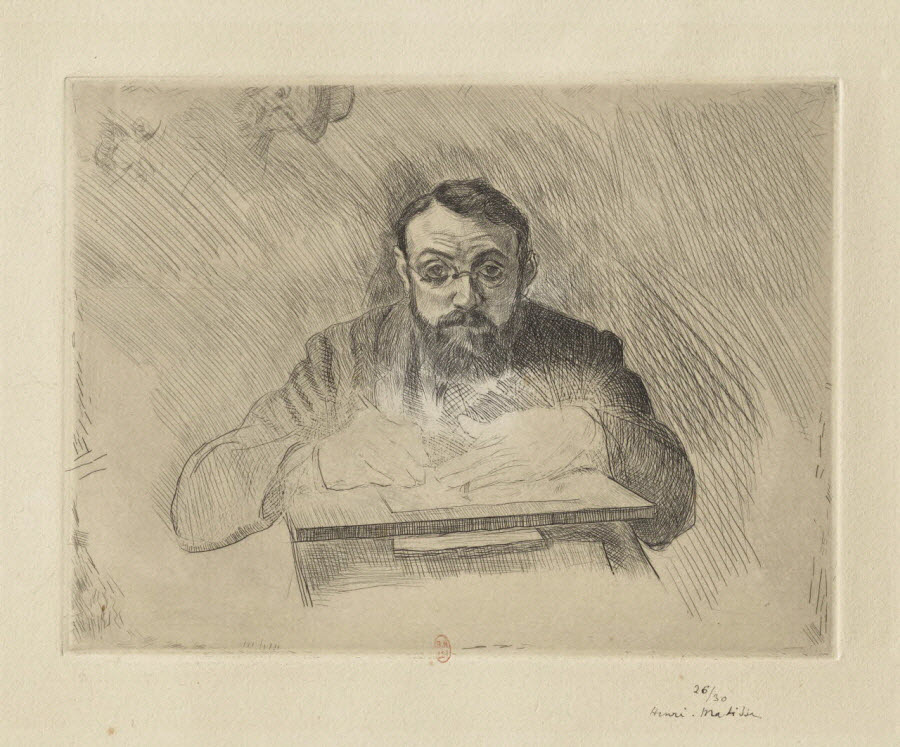
Henri Matisse gravant

Il publie également des lithographies, des gravures et des albums de dessin où il laisse libre cours à ses variations sur un thème, en général un nu féminin : 

« Ces dessins sont toujours précédés d'études faites avec un moyen moins rigoureux que le trait, le fusain par exemple ou l'estompe, qui permet de considérer simultanément le caractère du modèle, son expression humaine, la qualité de la lumière qui l'entoure, son ambiance, et tout ce qu'on ne peut exprimer que par le dessin. Et c'est seulement lorsque j'ai la sensation d'être épuisé par ce travail, qui peut durer plusieurs séances, que, l'esprit clarifié, je peux laisser aller ma plume, avec confiance. »

Et Matisse d'ajouter : « Certaines de mes gravures, je les ai faites après des centaines de dessins… » Les Américains malicieusement appellent cette période The Nice Period, la « période niçoise » ou la « jolie période », par jeu de mots.

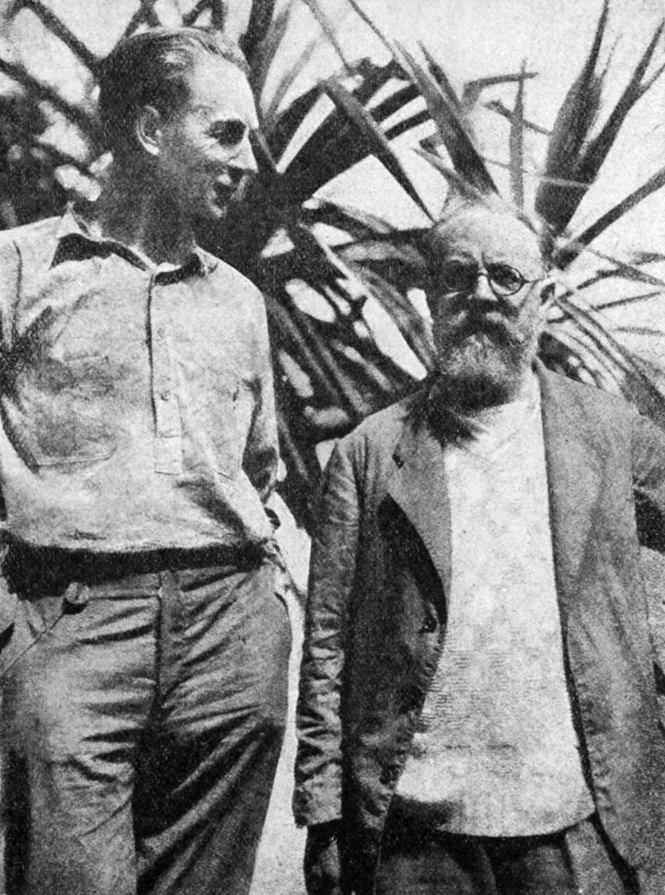
Le cinéaste Murnau et Matisse à Tahiti (1930).

En 1930, Matisse entreprend un long voyage autour du monde. Débarqué à New York au début du mois de février, il visite New York, Chicago, Pittsburg et traverse l'Amérique jusqu'à San Francisco. De là, il séjourne à Tahiti où il rencontre le réalisateur expressionniste allemand Murnau, qui tourne Tabou.

« Je me baignais dans le « lagoon ». Je nageais autour des couleurs des coraux soutenues par les accents piquants et noirs des holothuries. Je plongeais la tête dans l'eau, transparente sur le fond absinthe du lagon, les yeux grands ouverts… et puis brusquement je relevais la tête au-dessus de l'eau et fixais l'ensemble lumineux des contrastes. »

Les lettres envoyées de Tahiti à son épouse racontent ce grand plaisir qu'il trouve en Polynésie dans les eaux du Pacifique, la lumière, la luxuriance de la végétation qu'il ne peindra que plus tard.

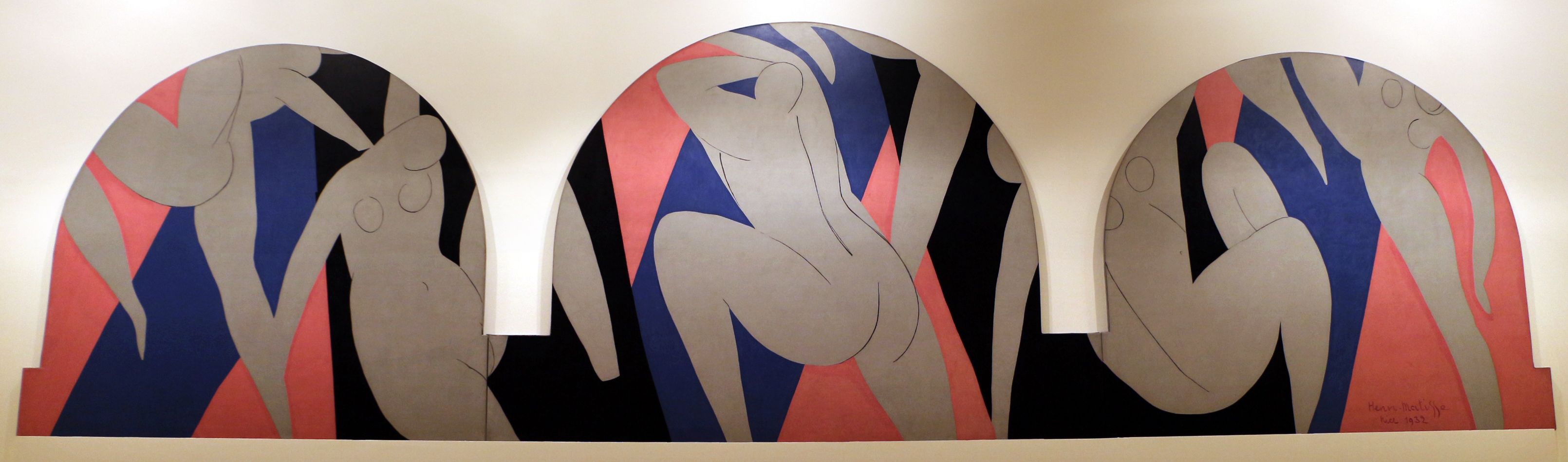
La danse de Paris.

Il rentre en France en juillet 1930. Puis il retourne à Pittsburg, aux États-Unis, où il est jury du Prix Carnegie, qui sera remis à Picasso pour le Portrait de Madame Picasso. À New York, Le Museum of Modern Art organise une rétrospective en 1931 après une exposition personnelle en 1930. Pendant son séjour aux États-Unis, Albert Barnes, un collectionneur, lui commande une œuvre monumentale pour sa fondation à Philadelphie. À son retour à Nice, dans l'atelier de la rue Désiré Niel loué spécialement pour cette réalisation, Matisse s'attelle à La Danse dont il réalise, de 1930 à 1933, trois versions en raison d'erreurs de gabarit. La première version inachevée a été retrouvée après sa mort dans son appartement de Nice. Elle est exposée en présentation définitive avec la deuxième version, la Danse de Paris (1 037 × 450 cm), dans la salle Matisse du musée d'Art moderne de Paris. La dernière version, dite la Danse de Mérion, a été installée par Matisse lui-même en mai 1933, à la Fondation Barnes de Philadelphie. C'est au cours de ce travail que Matisse invente sa technique des « gouaches découpées ».

De retour des États-Unis, il déclare : 

« Vous comprendrez, quand vous verrez l'Amérique, qu'un jour ils auront des peintres, parce que ce n'est pas possible, dans un pays pareil, qui offre des spectacles visuels aussi éblouissants, qu'il n'y ait pas de peintres un jour. »

 annonçant ainsi la naissance d'une école américaine.
Cette année 1933, il est photographié par Rogi André.
Matisse travaille ensuite à l'illustration du roman de James Joyce, Ulysse, et aux décors et aux costumes de Rouge et noir pour les Ballets russes de Monte-Carlo (1934-1938).

#### La sculpture

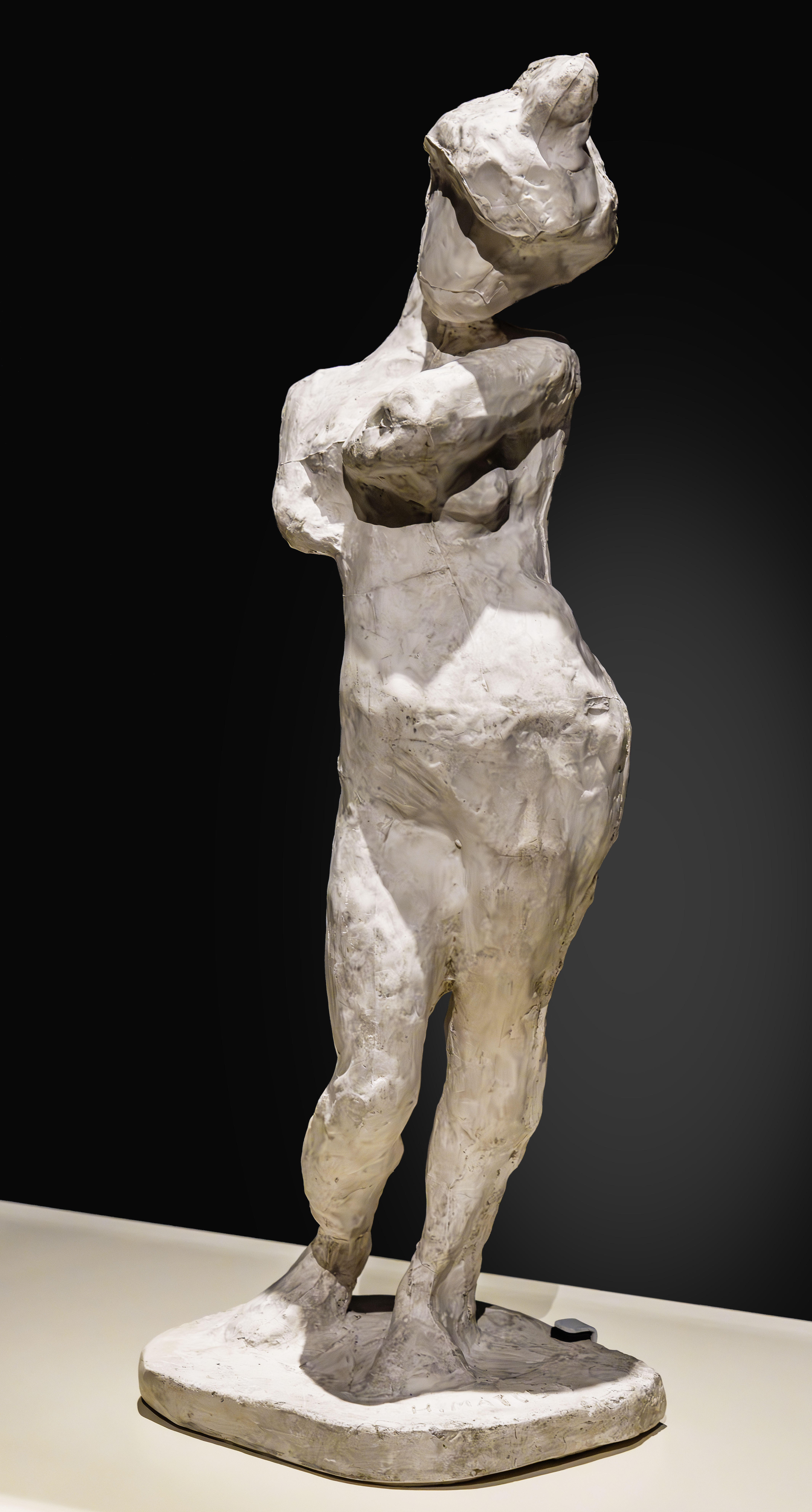
Madeleine I plâtre patiné (1901) Musée national d'art moderne

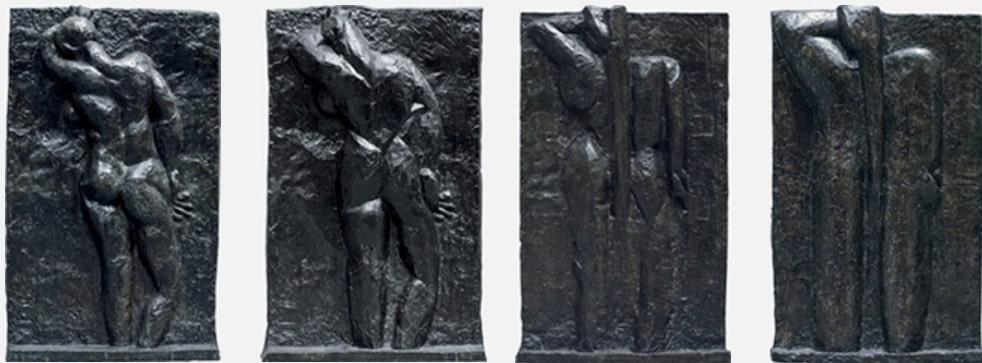
Quatre nus de dos

En 1924, Matisse se consacre à la sculpture et réalise Grand nu assis, qui est exemplaire de son style — à la fois en arabesques et en angles —, en ronde-bosse. Matisse pratique la sculpture depuis qu'il a été l'élève d'Antoine Bourdelle, dont Matisse conserve le goût pour les grandes stylisations, comme on peut le voir dans la grande série des Nu de dos, séries de plâtres monumentaux qu'il réalise entre 1909 et 1930. Matisse y affronte en bas-relief les problèmes picturaux qu'il rencontre : le tracé des figures monumentales (la réalisation de Nu de dos I, de 1909, est contemporaine de celle des grandes compositions La Musique et La Danse), le rapport forme et fond (les fresques destinées à la Fondation Barnes sont réalisées en 1930, comme Nu de dos IV). Toutefois, bien que la série ne semble pas avoir été conçue pour être présentée en une seule entité (la fonte des pièces en bronze n'a été faite qu'après la mort de Matisse), ces quatre sculptures constituent un ensemble plastique cohérent.

### La Seconde Guerre mondiale
En 1939, Matisse se sépare de sa femme. Après un court voyage en Espagne, il revient à Nice où il peint La Blouse roumaine.
En 1940, il rencontre Pierre Bonnard au Cannet. Le marchand Paul Rosenberg renouvelle son contrat avec Matisse. Le peintre part le retrouver à Floirac, avec Lydia Délectorskaya, qui était son assistante et modèle depuis 1935. En 1941, atteint d'un cancer du côlon, il est hospitalisé à la clinique du Parc de Lyon. Ses médecins lui donnent six mois à vivre. Il retourne à Nice où cette fois il s'installe à l'hôtel Regina, alité. Il conserve de son opération le port d'un corset de fer, qui empêche la station debout plus d'une heure ; de plus, il souffre de calculs biliaires.
Il dessine au crayon et au fusain, les dessins sont exposés chez Louis Carré en novembre. S'il ne peut plus voyager, il utilise alors les étoffes ramenées de ses voyages pour habiller ses modèles originaires du monde entier. Son infirmière, Monique Bourgeois, accepte d'être son modèle. Matisse commence à utiliser la technique des gouaches découpées et commence la série Jazz.
Il s'installe à Vence et renoue une amitié épistolaire assidue avec le dessinateur et écrivain André Rouveyre, connu autrefois à l'atelier de Gustave Moreau.
En 1942, Aragon fait de Matisse le symbole artistique « d'une manifestation de résistance à l'envahisseur barbare », celui de la Vraie France contre l'Allemagne nazie dans l'Art français — « Propos d'un amateur ».

En 1943, le peintre Maurice de Vlaminck, proche de l'occupant allemand, l'ancien compagnon de la cage aux fauves, attaque violemment Matisse dans son livre Portraits avant décès : 

« Bien qu'Henri Matisse professe une volonté de simplification, ne retrouve-y-on pas dans les casaquins et les pantalons bouffants de ses odalisques, l'Orientalisme où se perdaient les festons et les astragales littéraires de Théophile Gautier. Tous ces dons de coloristes, son œil de peintre, Henri Matisse les employa à des compositions de couleur pure, dépourvues de modelé, aux figures schématiques, encore accentuées par le trait du dessin avec leurs aplats de rouge, de jaune, de laque-rose et de bleu. En réalité et en dehors de leur parti-pris scientifique, ces morceaux n'apparaissent-ils pas, aujourd'hui, comme des symboles décoratifs ? Matisse fut pris au piège… Matisse c'est un vieux monsieur qui a mal tourné. »

Depuis septembre 1939, Georges Duthuit, le gendre de Matisse, est resté aux États-Unis, où il est speaker pour des émissions radiophoniques en direction de la France. En avril 1944, Amélie (la femme de Matisse) et le 21 mai 1944, Marguerite Matisse-Duthuit (sa fille), sont arrêtées par la Gestapo, pour faits de Résistance. Madame Amélie Matisse est condamnée à six mois de prison (elle est libérée en septembre 1944), tandis que Marguerite Matisse, la fille du peintre, est torturée et défigurée.
Marguerite, dite « Jeannette », internée au fort Hatry de Belfort, est libérée le 27 août 1944. Elle est recueillie dans un premier temps par la famille de Léon Delarbre, un peintre résistant et déporté, connu pour avoir réussi à rapporter des dessins réalisés dans les camps d'extermination (musée de la Résistance à Besançon). Marguerite est ensuite prise en charge par la Croix-Rouge, qui la cache au sein de la famille Bruno à Giromagny près de Belfort. Elle est libérée en octobre 1944. Matisse la revoit en janvier et février 1945. Sous le coup d'une émotion intense, Henri Matisse dessine de nombreux portraits de sa fille, dont le dernier de la série montre un visage enfin apaisé,. Jean Matisse, son fils, sculpteur, appartient lui à un réseau de résistance très actif.
Dans une lettre à Albert Marquet, du 6 novembre 1944, Matisse donne des nouvelles de sa fille : « Je suppose qu'elle n'est que très fatiguée, car on ne m'a pas dit autre chose pour me ménager. Le docteur a dit que c'était un miracle qu'elle en soit sortie ainsi. »

### Une nouvelle vie: les papiers découpés

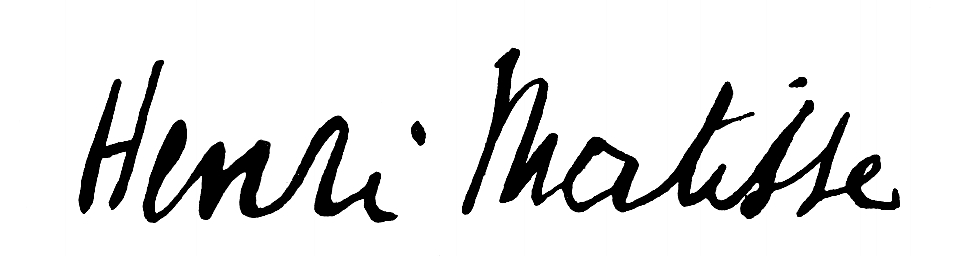

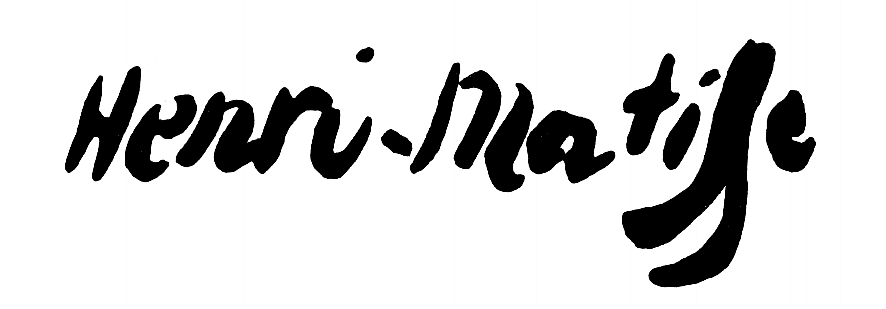

En 1945, une grande rétrospective Matisse est organisée au Salon d'automne de Paris après celle sur Picasso en 1944, et sur Braque, en 1943. Il réalise les cartons de tapisserie, à savoir Polynésie, le Ciel et Polynésie, la Mer (1946).
Alité, handicapé, mais « vivant », Matisse ne peut plus peindre ou pratiquer des techniques qui demandent des diluants (eau ou huile). Il invente alors la technique des papiers découpés, qu'il peut, dans son lit, couper avec des ciseaux, papiers que ses assistants placent et collent aux endroits souhaités par l'artiste.

Entre 1943 et 1947, Matisse travaille à l'élaboration de Jazz, un livre illustré, pour l'éditeur et critique d'art Tériade. Pour Matisse, 

« Découper à vif dans la couleur me rappelle la taille directe des sculpteurs. Ce livre a été conçu dans cet esprit. »

 Le texte qui accompagne les illustrations est écrit et calligraphié par Matisse lui-même, et constitue un texte théorique du peintre sur sa conception de l'art.
Il commence à travailler, à partir de 1949, au décor de la chapelle du Rosaire de Vence, à la demande de son infirmière-assistante. L'artiste Jean Vincent de Crozals lui sert de modèle pour ses dessins du Christ. D'un point de vue plastique, la simplification des formes semblent être née des observations des icônes byzantines dont son gendre, Georges Duthuit, était un spécialiste au Louvre.
En 1950, alors que le peintre reçoit la visite de ses trois petits-enfants, il dessine au plafond de sa chambre leurs trois portraits au fusain avec un bâton de 2 m de long. Le plafond a été déposé et offert par les descendants de Pierre Matisse au musée Matisse du Cateau-Cambrésis où il est visible : « Ce sont mes petits-enfants. J'essaie de me les représenter et quand j'y parviens, je me sens mieux. Aussi, je les ai dessinés au plafond pour les avoir sous les yeux, surtout pendant la nuit. Je me sens moins seul. »
À 81 ans, Henri Matisse représente la France à la 25e Biennale de Venise.
Installé dans une chambre-atelier à l'hôtel Regina de Nice, il réalise sa dernière œuvre, La Tristesse du roi, une gouache découpée aujourd'hui au musée d'Art moderne du Centre Pompidou.
En 1952 a lieu l'inauguration du musée Matisse du Cateau-Cambrésis, sa ville natale. Il réalise peu après une opération chirurgicale son tableau La Perruche et la Sirène, qui lui sert de jardin dans lequel se promener en pensée.
Henri Matisse meurt le 3 novembre 1954 à Nice, après avoir dessiné la veille une dernière fois le portrait de Lydia Délectorskaya, que Matisse disait connaître par cœur, il conclut d'un : « Ça ira ! », expression qui peut être considérée comme ses dernières paroles. Matisse est enterré dans cette ville, au cimetière de Cimiez.

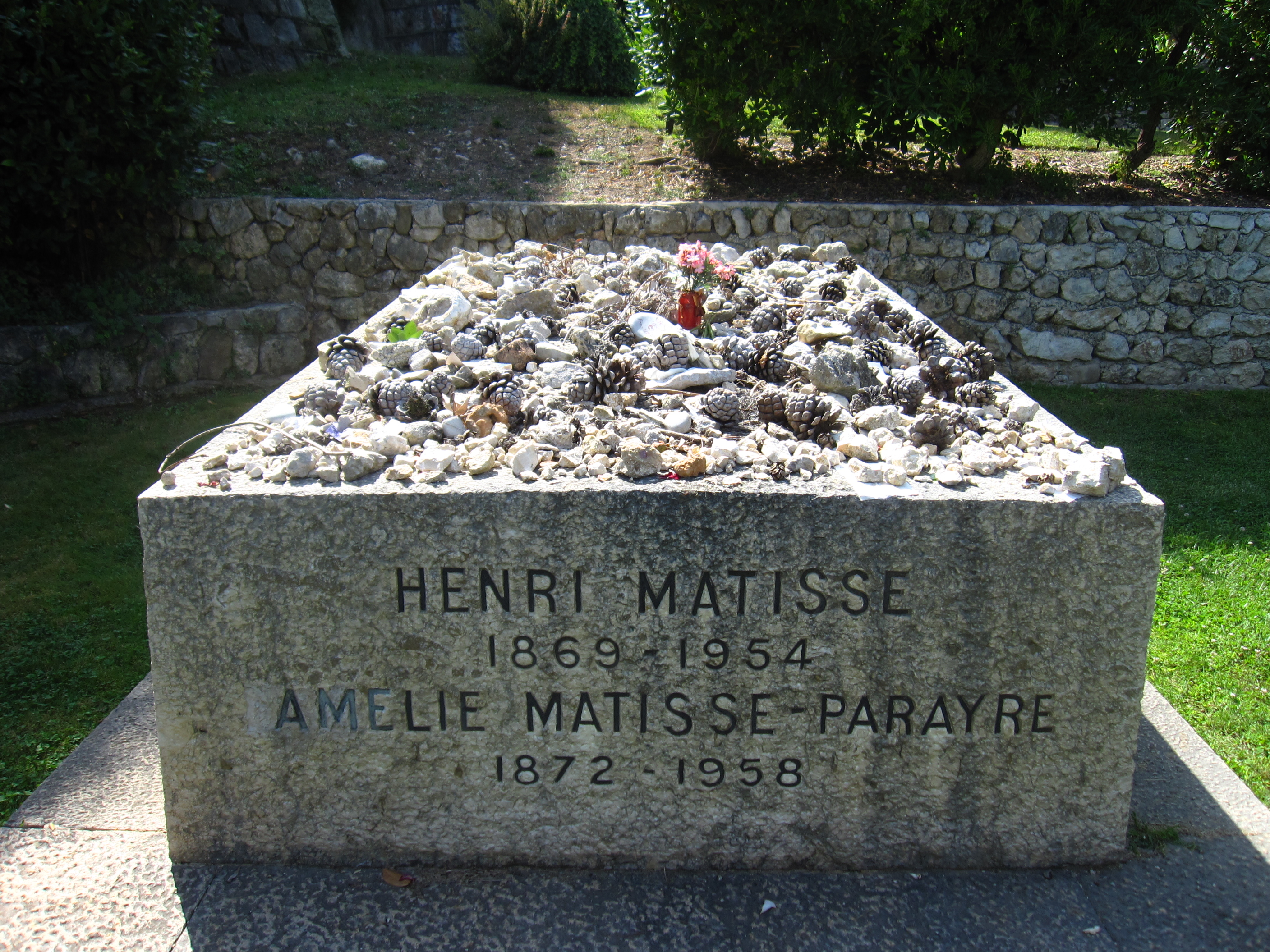
Tombe de Matisse et de sa femme au cimetière de Cimiez, à Nice.

## Postérité de Matisse

### Expositions posthumes

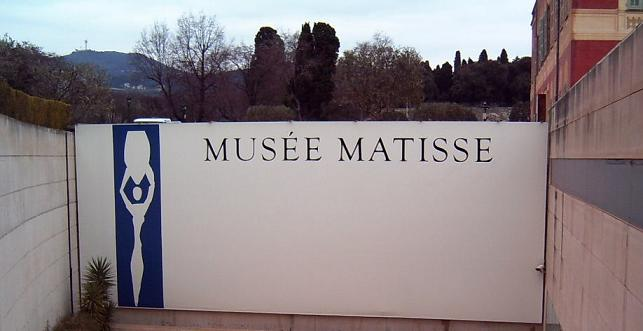
Entrée du musée Matisse de Nice.

En 1963, le musée Matisse de Nice ouvre ses portes à son tour et, en 1970, la première rétrospective de l'œuvre de Matisse en France est organisée au Grand Palais de Paris. L'année suivante, Aragon publie Henri Matisse, roman, recueil d'une vingtaine d'articles, de textes et préfaces de catalogues, de conférences d'Aragon, consacré au peintre.
Depuis, les expositions et les rétrospectives se succèdent dans le monde entier. Lors de l'exposition à la Tate Modern de Londres, en 2014, consacrée aux papiers découpés, la critique Laura Cumming de The Guardian écrit : « L'art de Matisse est une leçon de vie, et une source d'inspiration pour le spectateur : voilà ce dont nous devrions tous être capable, être prêt à savourer la beauté de la vie alors même que nous sommes confrontés à sa fin ». En 2018, il est exposé aux côtés, entre autres, de Joan Miró, Le Corbusier, Raymond Hains et Éric Sandillon au musée des Arts décoratifs et du Design de Riga en Lettonie,,,. Cette exposition, nommée Colour of Gobelins. Contemporary Gobelins from the « Mobilier national » collection in France, prend place lors de la sixième édition de l'art textile de Riga,,,.

### Influence de Matisse
Célèbre et célébré de son vivant, Matisse aura une influence prépondérante sur la peinture américaine, et en particulier sur l'École de New York, Mark Rothko, Barnett Newman, Motherwell, mais aussi en Allemagne, au travers des élèves de son académie, Marg Moll, Oskar Moll, Hans Purrmann…
Il était ami avec Pablo Picasso, qui le considérait comme son grand rival. Cette amitié, mélange d'admiration mutuelle et de rivalité est le sujet du tableau Don Pablo danse un huayno sous le regard étonné de Matisse du peintre péruvien Herman Braun-Vega.
À la première école de New York, emmené par les deux critiques Harold Rosenberg et Clement Greenberg, il convient d'ajouter la seconde école de New York avec des figures comme Frank Stella et le mouvement que Greenberg définit comme la Post-Painterly-Abstraction, le Colorfield Painting (Morris Louis, Helen Frankenthaler, Sam Francis, Jules Olitskix), ou encore le hard edge (Kenneth Noland Mary Pinchot Meyer…).
Mais également les peintres du Pop Art, dont Warhol qui déclare, en 1956 : « Je veux être Matisse, », ou Tom Wesselmann, Roy Lichtenstein, qui feront d'amples citations du peintre français.

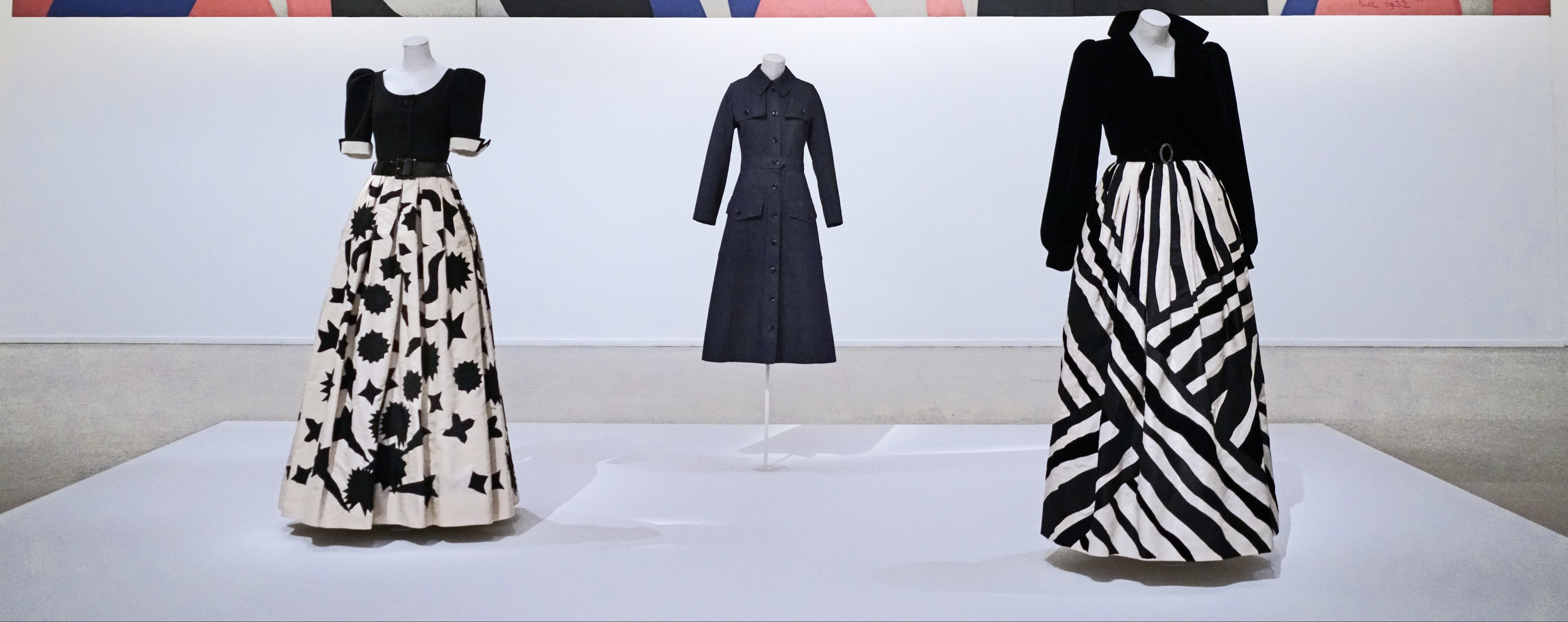
3 robes de Yves Saint Laurent inspirées par Matisse

Parmi ses collectionneurs figurait Yves Saint Laurent. Sa collection pour l’automne/hiver 1981 a été - déclarée publiquement - inspirée par Léger et Matisse.
En France, l'influence de Matisse se retrouve chez les peintres de Supports/Surfaces, et dans les textes théoriques du critique Marcelin Pleynet, comme Système de la peinture.
Une autre particularité est que de nombreux descendants d'Henri Matisse sont des peintres ou des sculpteurs, comme son fils Jean, sculpteur, son fils Pierre, galeriste, ses petits-enfants, Paul Matisse, sculpteur, Jacqueline, artiste et son arrière-petite-fille, Sophie, peintre.
En 2015, une étude menée à l'European Synchrotron Radiation Facility de Grenoble révèle au monde de l'art que le sulfure de cadmium connu aussi comme étant le pigment jaune de cadmium utilisé par Matisse est sujet à un processus d'oxydation lors d'une exposition à la lumière, se transformant alors en sulfate de cadmium très soluble dans l'eau et surtout incolore.

## Théorie de l'art selon Matisse

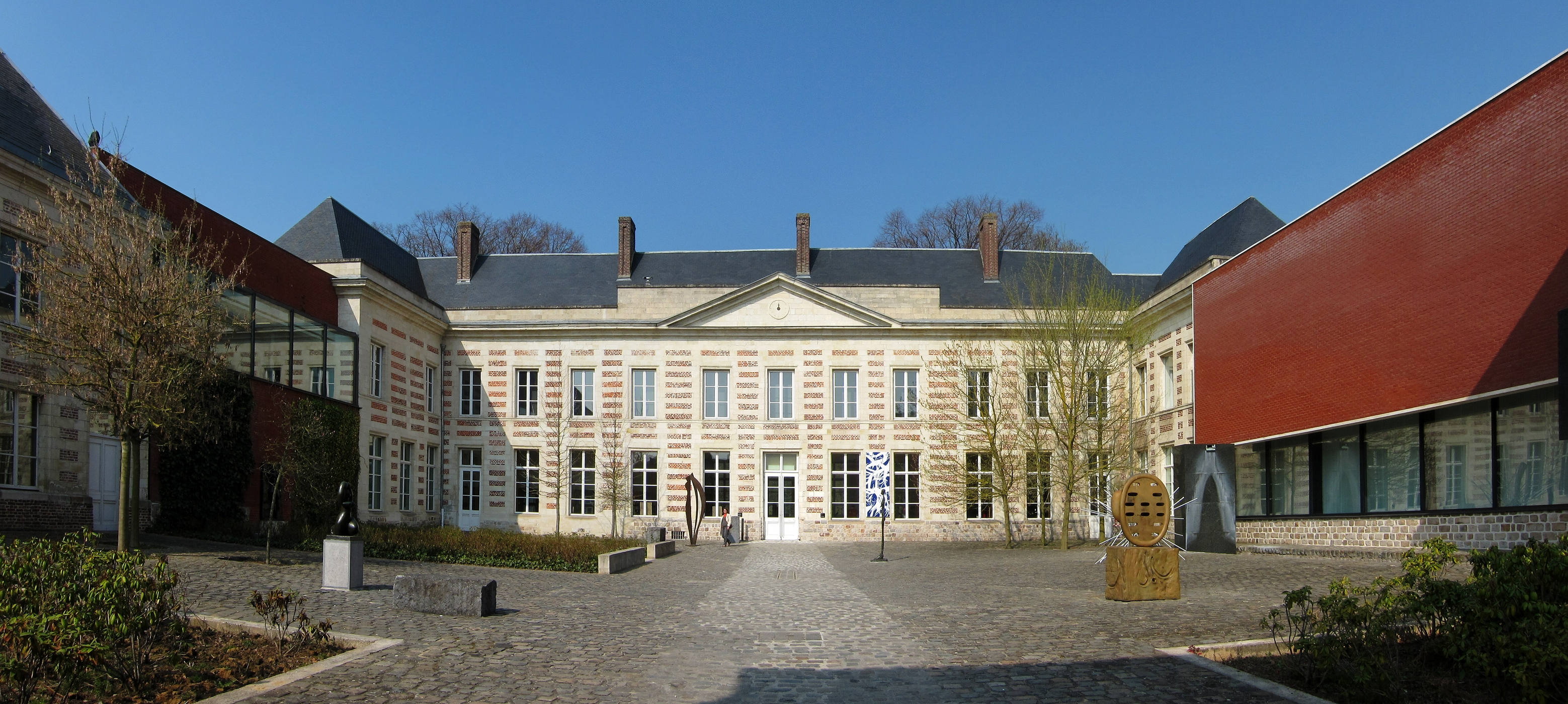
Le musée Matisse du Cateau-Cambrésis.

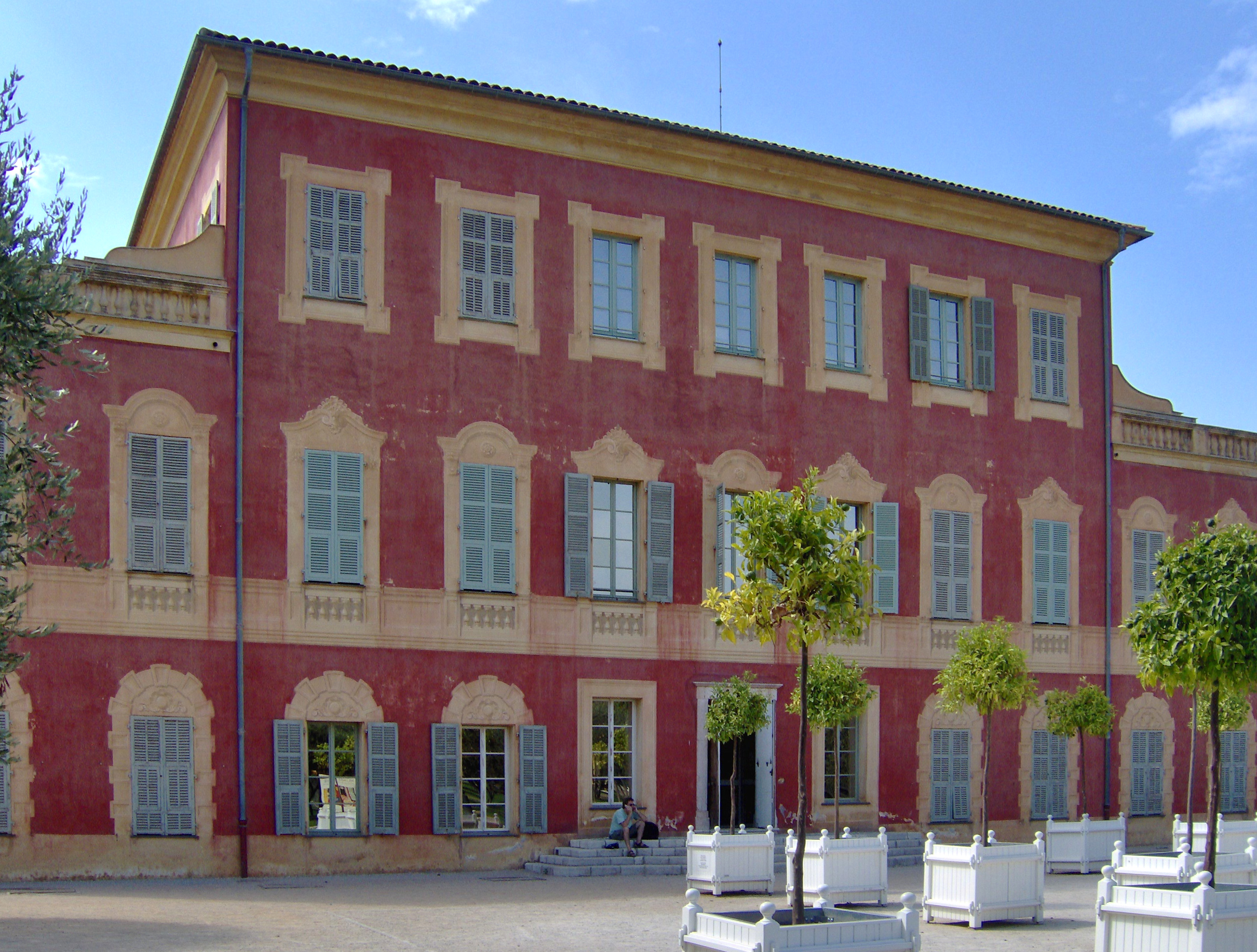
Le musée Matisse de Nice.

Matisse, s'il n'apparaît pas directement comme tel, est un théoricien de l'art qui a laissé par ses interviews et ses différents textes, les explications de son art « inspiré de la nature » mais travaillé par la mémoire et les perceptions. C'est dans Jazz, en particulier, qu'il rejette toute distinction entre art abstrait et figuratif. Tout au long de sa carrière, il a laissé des textes — Notes d'un peintre, des interviews, jusqu'à Jazz — que l'on peut lire dans Écrits et propos sur l'art, qui donnent le sentiment d'un classicisme revisité. 

« Mon dessin au trait est la traduction directe et la plus pure de mon émotion. La simplification du moyen permet cela. »

Louis Aragon, dans Henri Matisse, roman, note comment Matisse lui explique l'utilisation des signes qui fondent son dessin par exemple les : « signe-œil », « signe-arbre », « signe 3-bouche », « signe fleurs », « signe main-fleurs ». Ainsi, l'épuration de son dessin doit atteindre au hiéroglyphe, le 3 devenant bouche, ou l'arbre désigné par quelques feuilles comme « un signe chinois qui signifie l'homme, l'oiseau ou même la bouche ».

Pour Matisse :

« L'importance d'un peintre se mesure à la quantité de nouveaux signes qu'il aura introduits dans le langage plastique. »

Le sinologue François Cheng a remarqué la parenté des remarques et assertions de Matisse avec les traités taoïstes de peinture chinoise, connus en France depuis le XVIIIe siècle, et qui vont bien au-delà de la simple citation visuelle d'un vase Quing ou d'une calligraphie, par la recherche d'une intériorité spirituelle de la peinture.

D'un autre côté, Matisse était très attentif aux évolutions techniques, au métier de peintre et aux différentes théories scientifiques des couleurs et à leurs effets de perception. Mais : 

« Le choix de mes couleurs ne repose sur aucune théorie scientifique. Il est basé sur l'observation, sur le sentiment, sur l'expérience de ma sensibilité. S'inspirant de certaines pages de Delacroix, un artiste comme Signac se préoccupe des complémentaires, et leur connaissance théorique le porte à employer ici ou là, tel ou tel ton. Pour moi, je cherche simplement à poser des couleurs qui rendent ma sensation. Il y a une proportion nécessaire des tons qui m'aident à modifier la forme d'une figure ou à transformer ma composition. Tant que je ne l'ai pas obtenu pour tous les parties, je la cherche et poursuis mon travail. Puis il arrive un moment où toutes les parties ont trouvé leurs rapports définitifs et dès lors, il me serait impossible de rien retoucher à mon tableau, sans le refaire entièrement.
En réalité, j'estime que la théorie des complémentaires, n'est pas absolue. En étudiant les tableaux de peintres dont la connaissance des couleurs repose sur l'instinct et le sentiment, sur une analogie constante de leurs sensations ; on pourrait préciser, sur certains points, les lois de la couleur, recaler les bornes de la théorie de la couleur, telle qu'elle est actuellement admise. »

Cependant, Matisse considérait toujours que : 

« Ce que je poursuis par-dessus tout, c’est l’expression. Quelquefois, on m’a concédé une certaine science, tout en déclarant que mon ambition était bornée et n’allait pas au-delà de la satisfaction d’ordre purement visuel que peut procurer la vue d'un tableau. Mais la pensée d'un peintre ne doit pas être considérée en dehors de ses moyens, car elle ne vaut qu’autant qu’elle est servie par des moyens qui doivent être d’autant plus complets (et, par complets, je n’entends pas compliqués) que sa pensée est plus profonde. Je ne puis pas distinguer entre le sentiment que j’ai de la vie et la façon dont je le traduis. »

En 1948, dans une lettre à son ami Henry Clifford, il fait le point sur sa démarche :

« J'ai toujours essayé de dissimuler mes efforts, j'ai toujours souhaité que mes œuvres aient la légèreté et la gaieté du printemps qui ne laisse jamais soupçonner le travail qu'il a coûté. Je crains donc que les jeunes, en ne voyant que l'apparente facilité et les négligences du dessin, se servent de cela comme d'une excuse pour se dispenser de certains efforts que je juge nécessaires. […] Ce lent et pénible travail est indispensable. En vérité, si les jardins n'étaient pas bêchés à l'époque voulue, ils ne seraient bientôt plus bons à rien. N'avons-nous pas d'abord à nettoyer puis à cultiver le sol à chaque saison de l'année ? […] Ce n'est qu'après des années de préparation que le jeune artiste a le droit de toucher aux couleurs — pas aux couleurs en tant que moyen de description — mais en tant que moyen d'expression intime. Alors il peut espérer que toutes les images et même tous les symboles qu'il emploie puissent être le reflet de son amour pour les choses, un reflet dans lequel il peut avoir confiance, s'il a été capable d'accomplir jusqu'au bout son éducation avec pureté et sans se mentir à lui-même. Alors il emploiera les couleurs avec discernement. Il les posera en accord avec un dessin naturel, informulé et totalement conçu qui jaillira directement de sa sensation ; ce qui permettait à Toulouse-Lautrec, à la fin de sa vie, de s'exclamer : « Enfin, je ne sais plus dessiner. » […] Le peintre débutant pense qu'il peint avec son cœur. L'artiste qui a terminé son développement pense aussi qu'il peint avec son cœur. Seulement ce dernier a raison parce que son entraînement et la discipline qu'il s'est imposée lui permettent d'accepter les impulsions. […] Mon but n'est pas d'enseigner. […] Je voudrais que les gens sachent qu'il ne faut pas approcher de la couleur comme on entre dans un moulin, qu'il faut une sévère préparation pour être digne d'elle. Mais avant tout, il faut posséder le don de la couleur comme un chanteur doit posséder la voix. Sans ce don, on ne peut aller nulle part et tout le monde ne peut pas dire comme le Corrège : moi aussi je suis un peintre. Un coloriste marque de son empreinte même un simple dessin au fusain. […] Je m'aperçois que, obéissant à une nécessité intérieure, j'en ai fait l'expression de ce que je ressens à propos du dessin et de la couleur et de l'importance d'une discipline dans l'éducation d'un artiste. »

Ainsi, l'artiste arrive à exprimer ses visons intérieures, ce qui selon Matisse est l'objet de la peinture.

## Documents filmés
Henri Matisse filmé par François Campaux en train de peindre deux portraits, un d'enfant et un de Lydia. On le voit en conversation avec un vieil ami dans son domicile parisien ainsi qu’on le suit prenant l’air dans son jardin niçois un carnet de croquis à la main. On l’observe de la même manière corrigeant l’accrochage de ses toiles à l’occasion d’une exposition ou à un autre moment faisant le portrait de l’un de ses petits-fils. Les lieux et les gestes se renvoient les uns aux autres à la façon dont le film entend lier la vie et l’œuvre de Matisse en déplaçant son portrait à l’endroit même de l’acte de la création. C’est à l’exemple du décor de l’appartement de Matisse, la relation que le film établit entre les photographies des œuvres sélectionnées en plan fixe et les séquences enregistrées dans son atelier. Les relations qui s’organisent entre les peintures disposées sur le mur se reportent sur le scénario du film. Tout se passe comme s’il s’agissait de faire le portrait du maître de maison à l’image même de sa biographie. C’est aussi la limite de ce film unique de confondre l’œuvre et l’auteur dans le même sujet ainsi qu’il transforme le plaisir de voir en discours.

## Une cote exceptionnelle

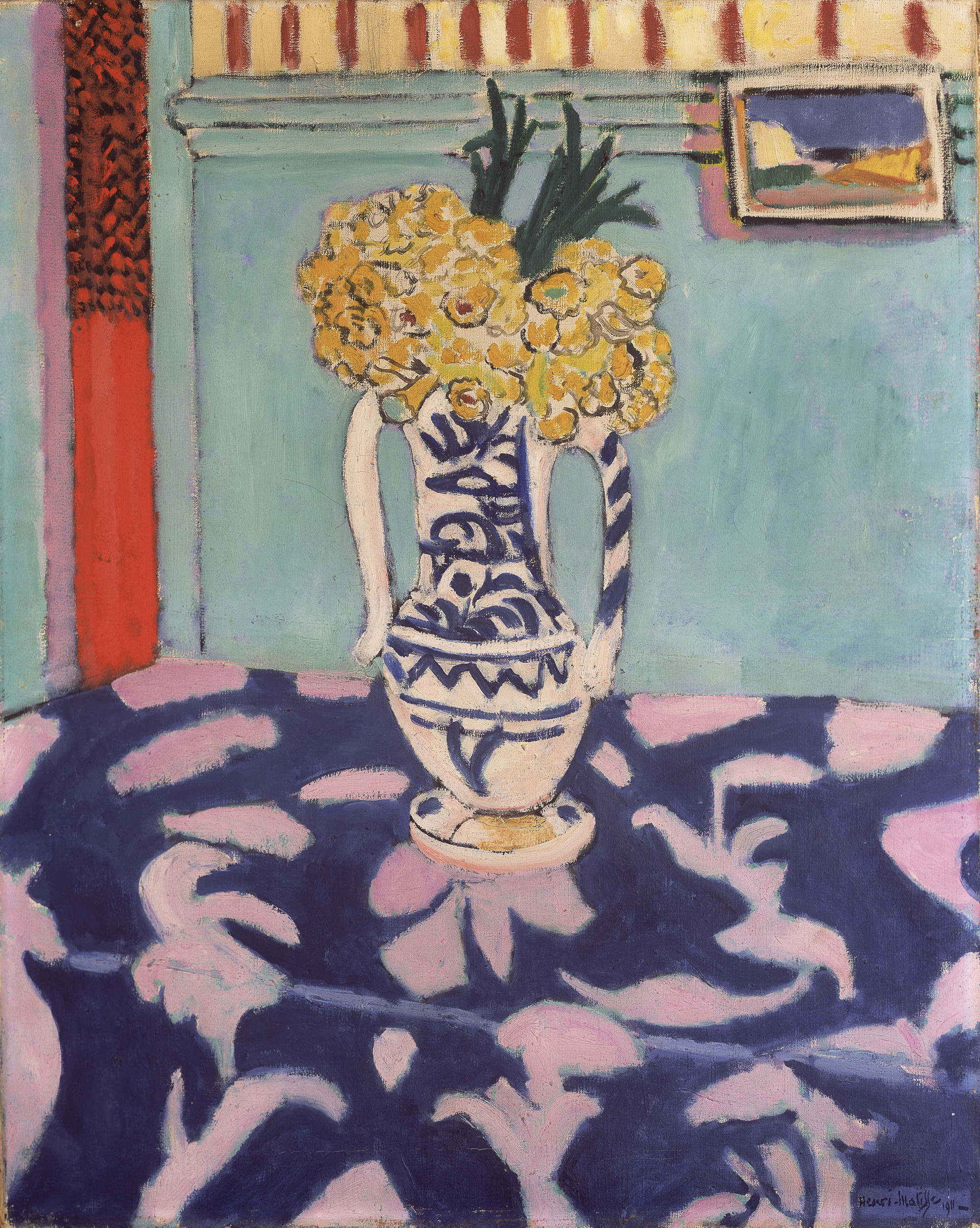
Les coucous, tapis bleu et rose Matisse 1911

Connu et reconnu de son vivant, la cote de Matisse n'a cessé depuis de monter ainsi que le montre, en 2009, la valeur historique de 32 millions d'euros atteinte par Les Coucous, tapis bleu et rose, œuvre mise en vente dans le cadre de la vente Bergé-Yves Saint Laurent à Paris.
La sculpture Nu de dos IV a été vendue aux enchères chez Christie's, à New York, pour près de 49 millions $ (environ 35 millions € avec les frais), elle devient ainsi la 4e sculpture la plus onéreuse vendue aux enchères, après Alberto Giacometti et Amedeo Modigliani.

## Œuvres

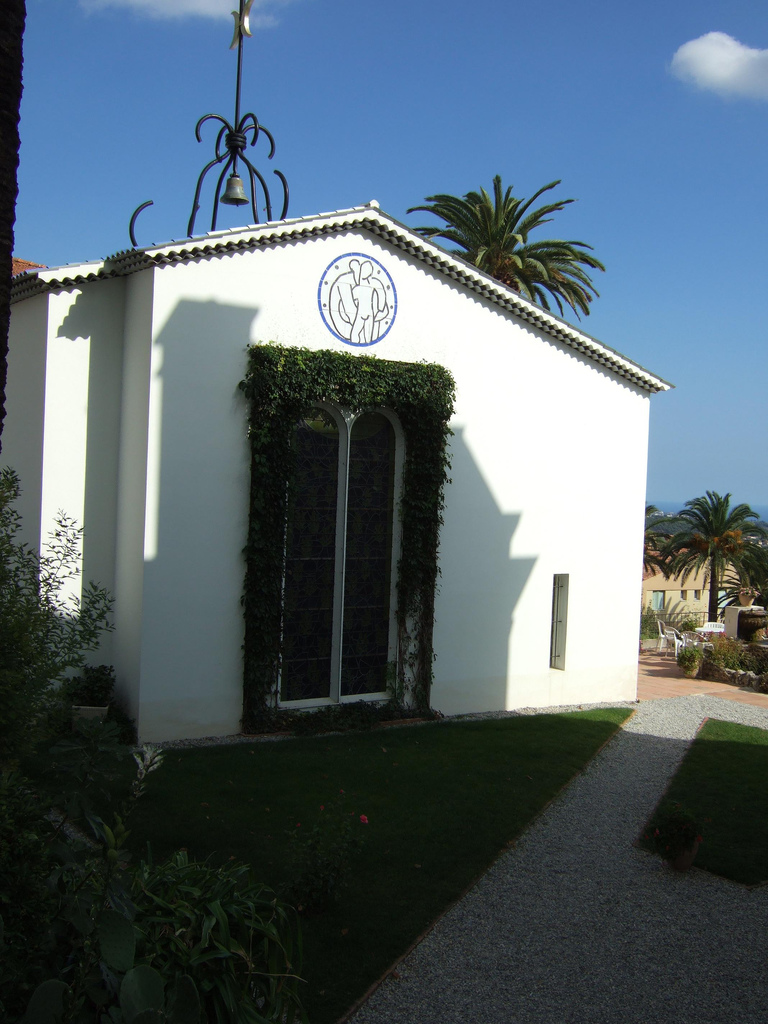
La chapelle du Rosaire de Vence.

- Atelier de tisseur picard, 1895, Musée Matisse, Le Cateau-Cambrésis, dépôt du Musée national d'Art moderne.
- La Liseuse, 1896, Musée Matisse, Le Cateau-Cambrésis, dépôt du Centre Pompidou
- Nature morte au pichet, vers 1896-1897, Musée d'art moderne André-Malraux, Le Havre[93].
- Le Mur rose (de l'hôpital d'Ajaccio), 1897-1898, MNR, Musée national d'Art moderne (Centre Georges-Pompidou), Paris. Ce tableau, disparu en 1914, a été retrouvé en 1948 près de Tübingen dans une cache de l'ancien SS Kurt Gerstein[94]. Il a été restitué aux ayants droit légaux en 2008 puis acheté par le Jüdische Museum de Francfort sur le Main en 2010.
- Première Nature morte orange, 1899, Musée Matisse, Le Cateau-Cambrésis.
- Autoportrait, 1900, Musée national d'Art moderne, Paris.
- Luxe, calme et volupté, 1904, Musée d'Orsay, Paris[95].
- André Derain, 1905, Tate
- Fenêtre ouverte, Collioure, 1905, National Gallery of Art
- La Japonaise au bord de l'eau, 1905, Museum of Modern Art, New York
- Femme au chapeau, 1905, Musée d'Art moderne de San Francisco[96].
- La Sieste, 1905.
- Un beau matin d'été, 1905, collection privée.
- Portrait de Madame Matisse, dit La Raie verte, 1905, Statens Museum for Kunst, Copenhague[97].
- La Joie de vivre, 1905-1906, Fondation Barnes, Philadelphie[98].
- Vue de Collioure, 1906, Musée de l'Ermitage, Saint-Pétersbourg[99].
- Les Tapis rouges, 1906, Musée de Grenoble[100].
- Marguerite lisant, 1906, Musée de Grenoble[101].
- Autoportrait, 1906, Statens Museum for Kunst, Copenhague.
- Le Jeune Marin II, 1906, Metropolitan Museum of Art, New York.
- Les Oignons roses, 1906-1907, Statens Museum for Kunst, Copenhague.
- La Coiffure, 1907, Staatsgalerie, Stuttgart.
- Le Luxe I, 1907, Musée national d'Art moderne, Paris.
- Nature morte aux asphodèles, 1907, musée Folkwang, Essen.
- Nu bleu (souvenir de Biskra), 1907, Musée d'Art de Baltimore, Baltimore[102].
- Trois baigneuses, 1907, Minneapolis Institute of Art, Minneapolis
- Le Luxe II, 1907-1908, Statens Museum for Kunst, Copenhague.
- Les Baigneuses à la tortue, 1907-1908, Musée d'Art de Saint-Louis (Missouri)[103].
- La Desserte rouge, 1908, Musée de l'Ermitage, Saint-Pétersbourg. Sa version originelle était en bleu, mais fut livrée en rouge au collectionneur moscovite Sergueï Chtchoukine[104].
- La Danse I, 1909, Museum of Modern Art, New York.
- La Danse II[105] et La Musique[106], pour le collectionneur moscovite Sergueï Chtchoukine, 1909-1910, Musée de l'Ermitage, Saint-Pétersbourg.
- Nu à l'écharpe blanche 1909, Statens Museum for Kunst, Copenhague.
- Nu assis, 1909, Musée de Grenoble[107].
- Marguerite au chat noir, 1910, Musée national d'Art moderne, Paris[108].
- Nature morte au géranium, 1910, Pinakothek der Moderne, Munich[109].
- Joaquina, huile sur toile (55 × 38,5 cm), 1910, Galerie nationale de Prague.
- Tête de Jeannette IV, vers 1910-1911, Musée de Grenoble[110].
- L'Atelier rose, 1911, Musée des Beaux-Arts Pouchkine, Moscou.
- La Famille du peintre, 1911, Musée de l'Ermitage, Saint-Pétersbourg.
- Intérieur aux aubergines, 1911, Musée de Grenoble[111].
- L'Atelier rouge, 1911, Museum of Modern Art, New York[112].
- La Petite Mulâtresse, 1912, Musée de Grenoble[113].
- Les Poissons rouges, 1912, Musée des beaux-arts Pouchkine, Moscou.
- La Porte de la casbah (116 × 90 cm), 1912, Musée des beaux-arts Pouchkine, Moscou[114].
- Vue sur la baie de Tanger, 1912, Musée de Grenoble.
- Café marocain, 1912-1913, Musée de l'Ermitage, Saint-Pétersbourg.
- Zorah sur la terrasse, 1912-1913, Musée des beaux-arts Pouchkine, Moscou.
- La Fenêtre bleue, 1913, Museum of Modern Art, New York.
- Portrait de la femme de l'artiste, 1913, Musée de l'Ermitage, Saint-Pétersbourg.
- Intérieur, bocal de poissons rouges, 1914, Musée national d'Art moderne, Paris[115].
- Mademoiselle Yvonne Landsberg, 1914, Philadelphia Museum of Art, Philadelphie.
- Tête blanche et rose, 1914, Musée national d'Art moderne, Paris[116].
- Porte-fenêtre à Collioure, 1914, Musée national d'Art moderne, Paris[117].
- Vue de Notre-Dame, 1914, Museum of Modern Art, New York.
- Le Rideau jaune, 1915, Museum of Modern Art, New York.
- Marocains, 1915-1916, Museum of Modern Art, New York.
- L'Atelier, quai Saint-Michel, 1916, Phillips Collection, Washington.
- La Fenêtre, 1916, Detroit Institute of Arts[118].
- La Leçon de piano, 1916, Museum of Modern Art, New York.
- Sarah Stein, 1916, musée d'Art moderne de San Francisco, San Francisco.
- Les Demoiselles à la rivière, 1909-1917, Art Institute of Chicago[119].
- Le Peintre dans son atelier, 1916-1917, Musée national d'Art moderne, Paris.
- Auguste Pellerin II, 1917, Musée national d'Art moderne, Paris.
- Aïcha et Lorette, 1917, Collection particulière.
- La Leçon de musique, 1917, Fondation Barnes, Philadelphie.
- Lorette à la tasse de café, 1917, Musée national d'Art moderne, Paris.
- Lorette à la veste rouge, 1917, Columbus Museum of Art, Columbus.
- Le Pare-brise, sur la route de Villacoublay, 1917, Cleveland Museum of Art, Cleveland.
- L’Antiquaire Georges-Joseph Demotte, 1918, acquis en 1947 par le musée des Beaux-Arts de Lyon.
- Intérieur au violon, 1918, Statens Museum for Kunst, Copenhague.
- Le Violoniste à la fenêtre, 1918, Musée national d'Art moderne, Paris.
- La Fenêtre ouverte à Nice, 1919, Musée Albert-André, Bagnols-sur-Cèze.
- Intérieur à la boîte à violon, 1919, Museum of Modern Art, New York[120].
- Paysage ou Rue dans le Midi, 1919, Musée d'art moderne André-Malraux, Le Havre[121].
- Jeunes filles au jardin, 1919, huile sur toile Musée des Beaux-Arts de La Chaux-de-Fonds[122]
- Le Torse en plâtre, 1919, musée d'art de São Paulo, São Paulo.
- Femme assise dans un fauteuil, 1921, collection privée.
- Femmes au canapé, 1921, Musée de l'Orangerie, Paris.
- Odalisque à la culotte rouge, 1921, Musée national d'Art moderne, Paris.
- Femme au violon, 1921-1922, Musée de l'Orangerie, Paris.
- Femme assise, le dos tourné vers la fenêtre ouverte vers 1922, huile sur toile, Musée des beaux-arts de Montréal.
- Liseuse, vers 1922, huile sur toile, Musée d'Art moderne de Troyes, Troyes.
- Fête des fleurs, 1923, Cleveland Museum of Art, Cleveland.
- La Nappe rose, 1924-1925, Kelvingrove Art Gallery and Museum, Glasgow.
- Odalisque à la culotte rouge, 1924-1925, Musée de l'Orangerie, Paris.
- L'Odalisque au pantalon rouge, 1925, Musée d'Art contemporain de Caracas (Venezuela).
- Odalisque gris et jaune, 1925, vendu 14,7 millions de dollars en 2007.
- Figure décorative sur fond ornemental, 1925-1926, Musée national d'Art moderne, Paris.
- Odalisque au tambourin, 1926, Museum of Modern Art, New York.
- Le Jardin de Renoir à Cagnes, 1927, Musée national des Beaux-Arts d'Alger.
- Femme à la voilette, 1927, Museum of Modern Art, New-York[123].
- Odalisque à la culotte grise, 1927, Musée de l'Orangerie, Paris.
- Maria Lani, 1929, National Gallery of Art
- La Danse de Paris, 1931-1933, triptyque, Palais de Tokyo, Paris.
- La Danse de Merion, 1932-1933, triptyque, Fondation Barnes, Philadelphie[124].
- L'Intérieur au chien, 1934, Musée d'Art de Baltimore, Baltimore.
- Grand Nu couché, 1935, huile sur toile (66 × 93 cm), Musée d'Art de Baltimore, Baltimore.
- Le Rêve, 1935, Musée national d'Art moderne, Paris.
- Nu rose assis, 1935-1936, Musée national d'Art moderne, Paris.
- Tahiti II, 1935-1936, Musée Matisse, Le Cateau-Cambrésis.
- La Blouse verte, 1936, Statens Museum for Kunst, Copenhague.
- Femme nue drapée, 1936, Tate, Londres.
- Odalisque à la robe persane jaune, 1937, Philadelphia Museum of Art, Philadelphie.
- La Robe rayée, 1938, Albertina, Vienne.
- La Musique, 1939, Galerie d'art Albright-Knox, Buffalo (New York).
- Liseuse sur fond noir, 1939, Musée national d'Art moderne, Paris.
- Nature morte à la dormeuse, 1940, National Gallery of Art, Washington.
- Intérieur au vase étrusque, 1940, Cleveland Museum of Art, Cleveland.
- Deux jeunes filles, robe jaune, robe écossaise, 1941, Musée Matisse, Le Cateau-Cambrésis.
- Nature morte au magnolia, 1941, Musée national d'Art moderne, Paris[125].
- Danseuse dans le fauteuil, sol en damier, 1942, mise aux enchères en juin 2007.
- La porte noire, 1942.
- Jeune Femme à la pelisse blanche, huile sur toile, 1944 ; Musée national d'Art moderne, Paris, 2001 ; en dépôt au Musée de Grenoble depuis 2004.
- L'Asie, 1946, Musée d'Art Kimbell, Fort Worth.
- Jeune Femme en blanc, fond rouge, 1946, Musée des Beaux-Arts de Lyon[126].
- L'Asie, 1946, Musée d'Art Kimbell, Fort Worth[127].
- Jazz, 1947, album composé de planches en papiers colorés et découpés, don de l'artiste en 1948 au musée des beaux-arts de Lyon[128].
- Intérieur rouge, nature morte sur table bleue, 1947, Kunstsammlung Nordrhein-Westfalen, Düsseldorf.
- Grand intérieur rouge, 1948, Musée national d'Art moderne, Paris.
- Katia à la chemise jaune, 1951, Musée des Beaux-Arts de Lyon.
- Nu bleu I, 1952, Fondation Beyeler, Bâle[129].
- Nu bleu II, 1952, Musée national d'Art moderne, Paris[130].
- Nu bleu III, 1952, Musée national d'Art moderne, Paris[131].
- Nu bleu IV, 1952, Musée Matisse de Nice[132].
- La Tristesse du roi, 1952, Musée national d'Art moderne, Paris[133].
- Visage sur fond jaune, 1952, Musée de Grenoble.
- Feuille noire sur fond vert, collage, 1952, Houston, Menil Collection.
- Vigne, 1953, Musée Matisse, Le Cateau-Cambrésis.
- La chapelle du Rosaire de Vence, qui est une œuvre architecturale qu'il considérait comme son chef-d’œuvre, réalisé sur la fin de sa vie et synthétisant toute sa recherche artistique[134].

L'œuvre comprend également d'importantes séries de sculptures tirées en bronze (Bustes de Jeannette, 1910-1913 ; quatre Nus de dos, bas reliefs, 1909-1930), près de 500 pièces gravées (eaux-fortes, bois, lithographies), des illustrations de livres : Poésies de Mallarmé (1932), Lettres de la religieuse portugaise (1946), Florilège des Amours de Ronsard (1948).

## Hommages

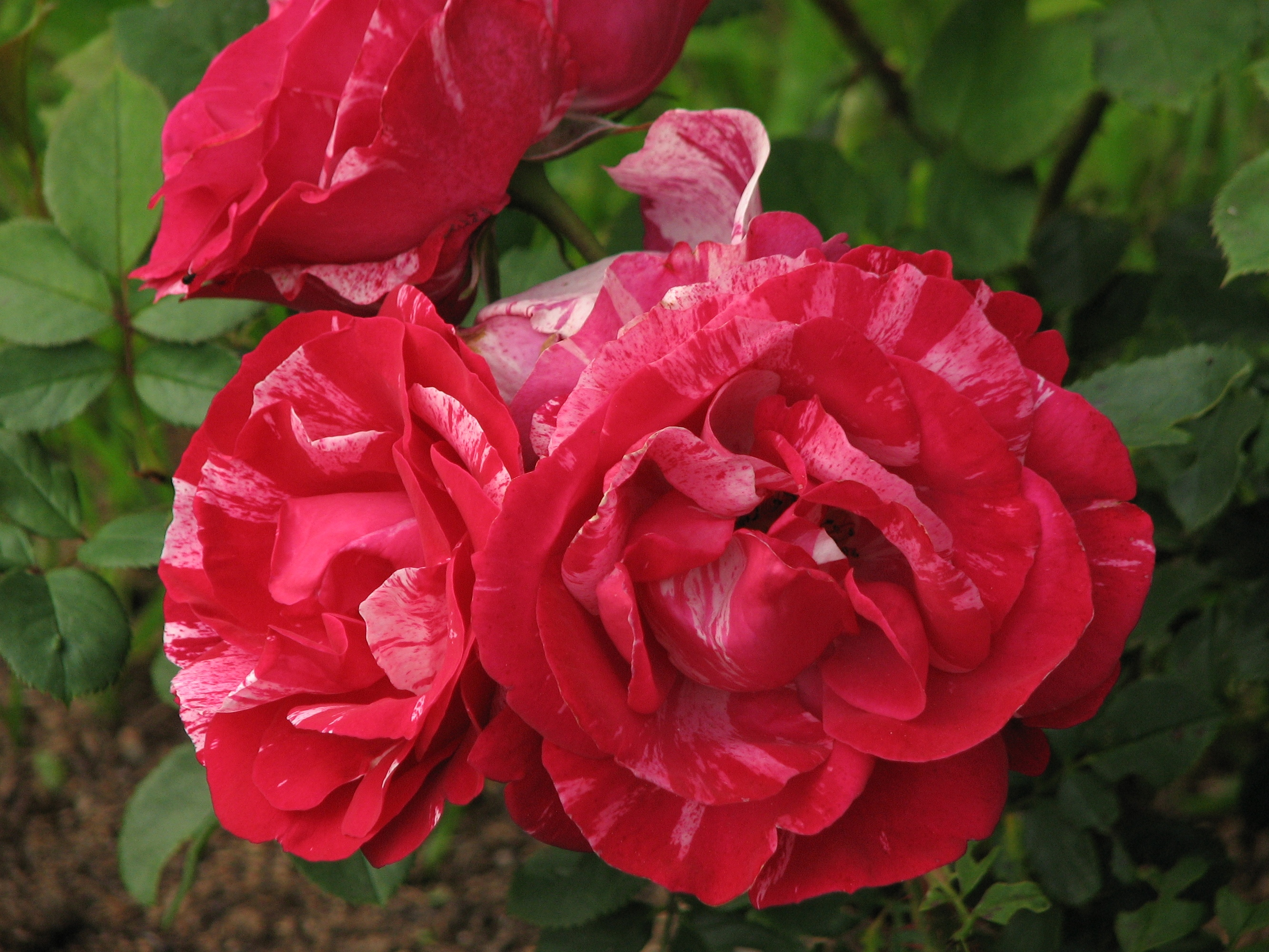
Rose de chez Delbard, nommée « Henri Matisse » en son honneur en 1993.

- Romain Gary en 1963 publie Lady L. qui s'ouvre sur un hommage à Matisse[135] : "Sur le fond bleu du ciel, le bouquet de tulipes dans la lumière de l'été la faisait songer à Matisse qu'une mort prématurée venait d'emporter à quatre-vingt ans, et même les pétales jaunes tombés autour du vase semblaient avoir obéi au pinceau du maître. Lady L. trouvait que la nature commençait à s'essouffler."

- Louis Aragon, Henri Matisse, roman, Gallimard, 1971. Le poète Louis Aragon souhaitait écrire un roman dont Matisse aurait été le personnage principal. Incapable de l'écrire, il publie la compilation de ses interviews et rencontres, préfaces de catalogues, articles et conférences à propos de Matisse et de son œuvre.
- Hommage à Matisse, pour clarinette et voix de femme du compositeur français Eric Montalbetti. Composée pour le 150e anniversaire de sa naissance, la pièce se présente en trois mouvements : I. Nu, célèbre la simplicité du trait des dessins de Matisse ; II. Éclat, celui de la lumière, comme l'évoque la remarque de Guillaume Apollinaire, « l’œuvre d’Henri Matisse est un fruit de lumière éclatante » ; III. Couleur, suit les paroles du peintre lui-même : « Je posais ma couleur ; c’était la première couleur de ma toile. J’y joignais une deuxième couleur, et alors, au lieu de reprendre, quand cette deuxième couleur ne paraissait pas s’accorder avec la première, j’en mettais une troisième, qui devait les accorder. Alors il fallait continuer ainsi jusqu’à ce que j’eusse la sensation que j’avais créé une harmonie complète dans ma toile, et que je me trouvais déchargé de l’émotion qui me l’avait fait entreprendre ». Il n’y a pas de texte, la chanteuse vocalisant librement sur des phonèmes. La pièce a été créée en 2019 au Musée Matisse du Cateau-Cambrésis[136].
- En astronomie, sont nommés en son honneur l'astéroïde (8240) Matisse[137] et le cratère mercurien Matisse[138].
- Rose Henri Matisse, créée par Delbard.
- La 33e promotion de l'IRA de Lille porte le nom d'Henri Matisse.
- La Pastorale retrouvée, Les Presses littéraires, 2020. Dans ce roman, le personnage principal Paul Mazart trouve dans la rue Portefoin à Paris la Pastorale d'Henri Matisse volée en mai 2010 au Musée d'Art moderne de Paris.

## Iconographie
En 2013, à l'occasion du cinquantième anniversaire du musée Matisse, le peintre péruvien Herman Braun-Vega réalise, spécialement pour l'exposition Bonjour Monsieur Matisse organisée par la ville de Nice au MAMAC, un portrait de Matisse intitulé Matisse maîtrise couleurs et lumières avec ses ciseaux. Ce tableau est exposé avec un autre portrait de Matisse par Braun-Vega réalisé en 2007 et intitulé Lumière tahitienne.

#### Bases et dictionnaires
- Ressources relatives aux beaux-arts :   - AGORHA
  - Art Institute of Chicago
  - Art UK
  - Auckland Art Gallery
  - Bénézit
  - Bridgeman Art Library
  - British Museum
  - Collection de peintures de l'État de Bavière
  - Cooper–Hewitt, Smithsonian Design Museum
  - Delarge
  - Fondation Maeght
  - Galerie nationale de Finlande
  - Grove Art Online
  - Kunstindeks Danmark
  - MNBAQ
  - Musée d'art Nelson-Atkins
  - Musée d'Orsay
  - Musée des beaux-arts du Canada
  - Musée national du Victoria
  - Musée Städel
  - Musée Thyssen-Bornemisza
  - Museum of Modern Art
  - MutualArt
  - National Gallery of Art
  - National Portrait Gallery
  - Nationalmuseum
  - RKDartists
  - Tate
  - Te Papa Tongarewa
  - Union List of Artist Names
- Ressources relatives à la recherche :   - Académie royale de Belgique
  - Persée
  - Semantic Scholar
- Ressources relatives à la musique :   - Discogs
  - MusicBrainz
  - VGMDb
- Ressource relative à la littérature :   - Internet Speculative Fiction Database
- Ressource relative à plusieurs domaines :   - Radio France
- Ressource relative à l'audiovisuel :   - IMDb
- Notices dans des dictionnaires ou encyclopédies généralistes :   - Britannica
  - Brockhaus
  - Den Store Danske Encyklopædi
  - Deutsche Biographie
  - Enciclopédia Itaú Cultural
  - Gran Enciclopèdia Catalana
  - Hrvatska Enciklopedija
  - Internetowa encyklopedia PWN
  - Nationalencyklopedin
  - Munzinger
  - Store norske leksikon
  - Treccani
  - Universalis
  - Visuotinė lietuvių enciklopedija
- Notices d'autorité :   - VIAF
  - ISNI
  - BnF (données)
  - IdRef
  - LCCN
  - GND
  - Italie
  - Japon
  - CiNii
  - Espagne
  - Belgique
  - Pays-Bas
  - Pologne
  - Israël
  - NUKAT
  - Catalogne
  - Suède
  - Vatican

#### Autres
- Musée Matisse de Nice
- Chapelle Matisse
- Œuvres d'Henri Matisse au Musée national d'Art moderne